# Оренбург
Оренбу́рг (с 26 декабря 1938 года по 4 декабря 1957 года — Чка́лов) — город в России, административный центр Оренбургской области России и Оренбургского района, составляющий вместе с 10 сельскими населёнными пунктами отдельное муниципальное образование город Оренбург со статусом городского округа.
Один из крупнейших городов Приуралья, бывший в прошлом административным центром последовательно: Оренбургской экспедиции, Оренбургской губернии (1744—1781), Оренбургского уезда (Уфимское наместничество), Оренбургской губернии (1796—1928), Области Оренбургских Киргизов, Тургайской области, Киргизского края и Киргизской АССР (1920—1925), а также Оренбургского казачьего войска в составе Российской империи и РСФСР.

## Название
Существуют разные версии происхождения названия Оренбурга. По традиционной версии, крепость получила название по реке Орь, которая в свою очередь, восходит к тюркскому слову «ор» со значениями «ров, канава», а также «яма, лог, русло, овраг».
Автором топонима, предположительно, был обер-секретарь Сената Иван Кирилов, считающийся основателем города. Хотя местоположение Оренбургской крепости неоднократно переносилось — с места, где ныне находится город Орск, — вниз по течению Яика (Урала), название, установленное «Привилегией Оренбургу» (1734), сохранилось за крепостью, основанной в 1743 году в устье реки Сакмары, где до того стояла Бердская крепость.
С 26 декабря 1938 по 4 декабря 1957 года город именовался Чкаловом в честь лётчика Валерия Чкалова, несмотря на то, что он никогда не бывал в этом городе. Бронзовая скульптура В. П. Чкалова в шесть метров высотой на семиметровом пьедестале была установлена в честь 50-летия со дня его рождения в 1954 году на Бульваре (набережная реки Урал, так называемая «Беловка»).

## История
В мае 1734 года начальником Оренбургской экспедиции Иваном Кириловым составлена «Привилегия городу Оренбургу», предоставлявшая особые права и льготы будущему городу на границе киргиз-кайсацких земель. «Привилегия» была утверждена сенатским указом от 7 июля 1734 года.
31 августа 1735 года, у слияния рек Орь и Яик была заложена Оренбургская крепость. Но место было выбрано неудачно, поэтому 6 августа 1741 года крепость была заложена ниже по течению Яика, на Красной горе. Впоследствии место также оказалось неподходящим для строительства города. После назначения руководителем Оренбургской экспедиции И. И. Неплюева 19 апреля 1743 года начато строительство Оренбургской крепости у впадения в Яик реки Сакмары, на месте бывшей Бердской крепости (Бердского городка). Так как первоначально Оренбург был основан на реке Орь, он получил название Оренбург. В связи с такой историей основания Оренбург называют трижды зачатым и единожды рождённым.
В 1744 году город стал центром Оренбургской губернии. В Оренбурге находились губернатор, его канцелярия, другие учреждения. Первым оренбургским губернатором стал И. И. Неплюев, занимавший этот пост с 1744 по 1758 год. Оренбург был построен на стыке казахских степей и башкирских земель, стал центром учреждённого императрицей Елизаветой Петровной оренбургского казачества.
Во время Крестьянской войны (1773—1775) войска Емельяна Пугачёва осадили Оренбург. С поражением 1 апреля 1774 года главной армии Пугачёва у Сакмарского городка угроза Оренбургу была окончательно снята.
В 1850—1881 годах Оренбург — центр генерал-губернаторства. С 1859 года — административный центр области оренбургских киргизов (русские первоначально называли казахов «киргизами»). В 1862 году Оренбург утратил статус крепости. До 1868 года здесь находились учреждения, ведавшие пограничными делами, управлением казахов Младшего жуза. С 1868 года место пребывания губернатора Тургайской области.
В годы революции и гражданской войны Оренбург был важным пунктом, за который сражались и белые и красные. В июле — августе 1917 года параллельно прошли Первый Всеказахский съезд и Всебашкирские курултаи, на которых обсуждалась автономия казах и башкир в составе России.
В сентябре 1917 года атаманом Оренбургского казачества и главой (председателем) войскового правительства был избран Александр Дутов.
5—13 декабря 1917 года в городе прошёл Второй Всеказахский съезд, провозглашена Алашская автономия (в составе России) на территории Уральской, Букеевской, Тургайской, Акмолинской, Семипалатинской и части Оренбургской областей и избрано правительство Алаш-Орда. 8—20 декабря 1917 года на III Всебашкирском съезде (курултае) Башкирский шуро во главе с Шарифом Манатовым провозглашает национальную автономию Башкурдистан (Башкортостан).
31 января 1918 года красноармейские части Блюхера выбивают из города казачьи формирования Дутова. Атаман уходит в тургайские степи. 4 апреля 1918 года белоказаки станицы Нежинской во главе с атаманом Лукиным совершили ночной набег на Оренбургский горсовет, где вырезали весь состав первого совета вместе с женщинами и детьми из семей работников горсовета — всего 129 человек.
10 января 1919 года началось наступление красных на Оренбург, 22 января 1919 года в городе произошло соединение двух частей Красной армии — Туркестанской и 1-й Революционной. 20 марта 1919 года было заключено «Соглашение центральной Советской власти с Башкирским правительством о Советской Автономной Башкирии». В соответствии с ним была образована Автономная Башкирская Советская Республика (АБСР). Декретом Совета народных комиссаров РСФСР от 10 июля 1919 года был создан Киргизский край. Оренбург стал административным центром края. В сентябре 1919 года оренбургская армия Дутова, осаждавшая Оренбург, была разбита силами Красной Армии.
Постановлением ВЦИК от 6 июля 1925 года в связи с переносом столицы Казахстана в город Ак-Мечеть (бывший Перовск), Оренбург с губернией был включён непосредственно в состав РСФСР. В 1928 году Оренбургская губерния была упразднена, в декабре 1934 года Оренбург стал центром Оренбургской области.
За советский период город увеличил численность населения почти в шесть раз. 26 декабря 1938 года город был переименован в Чкалов в честь погибшего лётчика-испытателя В. П. Чкалова, несмотря на то, что сам Чкалов в этом городе ни разу не был.
В годы Великой Отечественной войны, когда проводилась эвакуация заводов гигантов вглубь тыла, Оренбург становится промышленным городом. Это дало мощный толчок развития, основой для него послужили эвакуированные в начале войны с запада заводы «Металлист», «Сверл», «Радиатор» и «Шелкокомбинат». С 1 декабря 1941 года по 15 января 1958 года в Чкалове размещался штаб Южно-Уральского военного округа.
4 декабря 1957 года городу было возвращено историческое название Оренбург.
В ноябре 1966 года на левом берегу Урала, неподалёку от города, на разведочной скважине № 13, которую бурила бригада мастера Степана Дмитриевича Иванова, было открыто уникальное Оренбургское нефтегазоконденсатное месторождение. В 1978 году введён комплекс гелиевого завода, ставший главным поставщиком солнечного газа для нужд разных отраслей.
После распада СССР Оренбург испытал депопуляцию в 1990-х годах, но с начала XXI века произошла стабилизация и началось развитие города, связанное в первую очередь с деятельностью наиболее успешного в реалиях постсоциалистической экономики предприятия «Газпром добыча Оренбург».
В 1998 году воссоздано Оренбургское войсковое казачье общество.

## Физико-географическая характеристика

### Географическое положение
Город расположен в Южном Предуралье, на реке Урал (Яик), вблизи впадения в неё реки Сакмары. Оренбург находится в 1475 км к юго-востоку от Москвы.
| С-З | Самара ~ 410 км Ульяновск ~ 626 км Москва ~ 1432 км Санкт-Петербург ~ 2151 км | Уфа ~ 353 км Казань ~ 718 км Екатеринбург ~ 848 км Пермь ~ 875 км | Магнитогорск ~ 453 км Челябинск ~ 729 км             | С-В |
| З   | Уральск ~ 278 км Саратов ~ 725 км Киев ~ 1963 км                              | Роза ветров                                                       | Орск ~ 273 км Астана ~ 1456 км                       | В   |
| Ю-З | Астрахань ~ 1073 км Сочи ~ 2076 км                                            | Соль-Илецк ~ 75 км                                                | Актобе ~ 247 км Ташкент ~ 1868 км Алма-Ата ~ 2373 км | Ю-В |

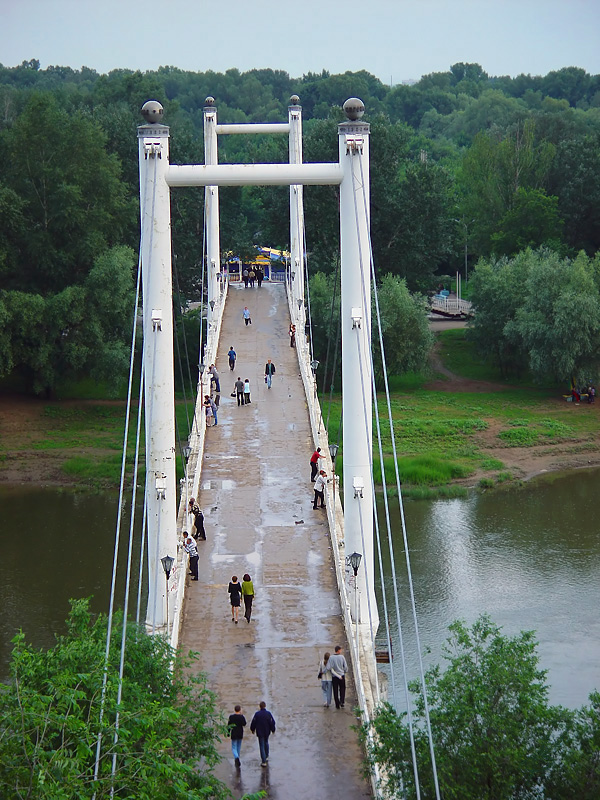
Пешеходный мост через реку Урал

По ряду источников, располагается не полностью в Европе. На пешеходном мосту через реку Урал стоит символический исторический знак границы между Европой и Азией. Однако эта граница не признаётся Международным географическим союзом с 1959 года, когда было принято мнение советских учёных о новом положении границы. Согласно этому определению, река Урал по большей части является внутренней европейской рекой, только в верхнем её течении выступает естественной водной границей между Азией и Европой. Далее географически граница проходит на юг по Уральским горам от Орска по реке Орь, по хребту Мугоджары и реке Эмбе до её впадения в Каспий. При такой границе Оренбург может считаться полностью европейским городом с географической точки зрения.

### Климат
Климат Оренбурга умеренно континентальный, переходящий в резко континентальный. Лето жаркое и засушливое: пять месяцев в году средняя дневная температура превышает +15 °C; зима умеренно холодная, максимальный снежный покров наблюдается в феврале (23 см). Количество ясных, облачных и пасмурных дней в году: 157, 176 и 32 соответственно. Температура сильно колеблется в зависимости от времени суток и направления ветра. Летом возможен подъём температуры до +40 °C, или падение до +5 °C. Осень наступает рано, случается это приблизительно во второй половине сентября, зима наступает в начале ноября. Весна наступает к концу марта, но весной погода неустойчивая, даже в конце мая возможен возврат холодов. Зимой погода колеблется от небольших морозов до сильных холодов, иногда бывают слабые оттепели или суровые холода до −40 °C.
Среднегодовые климатические показатели Оренбурга:
- Среднегодовая температура: +5,3 °C,
- Среднегодовая скорость ветра: 3,9 м/с,
- Среднегодовая влажность воздуха: 68 %.

| Показатель                    | Янв.  | Фев.  | Март  | Апр. | Май  | Июнь | Июль | Авг. | Сен. | Окт.  | Нояб. | Дек.  | Год   |
| ----------------------------- | ----- | ----- | ----- | ---- | ---- | ---- | ---- | ---- | ---- | ----- | ----- | ----- | ----- |
| Абсолютный максимум, °C       | 4,7   | 5,8   | 21,0  | 31,3 | 37   | 40   | 42   | 40,9 | 38,0 | 27,0  | 19,2  | 8,1   | 42    |
| Средний суточный максимум, °C | −8    | −7,2  | −0,8  | 12,8 | 22,1 | 27,5 | 29,0 | 27,4 | 20,9 | 11,2  | 0,3   | −5,9  | 10,8  |
| Средняя температура, °C       | −11,8 | −11,5 | −5,2  | 6,9  | 15,2 | 20,6 | 22,3 | 20,3 | 14,0 | 5,9   | −3,2  | −9,5  | 5,3   |
| Средний суточный минимум, °C  | −15,5 | −15,7 | −9,3  | 1,7  | 8,5  | 13,8 | 15,6 | 13,6 | 7,9  | 1,6   | −6,1  | −13,1 | 0,3   |
| Абсолютный минимум, °C        | −43,2 | −40,1 | −36,8 | −26  | −5,7 | −1   | 4,9  | −1   | −5,3 | −19,8 | −35,7 | −39,2 | −43,2 |
| Норма осадков, мм             | 29    | 22    | 25    | 28   | 30   | 36   | 41   | 29   | 26   | 34    | 33    | 31    | 364   |
| Источник: Погода и климат     |       |       |       |      |      |      |      |      |      |       |       |       |       |

### Часовой пояс
Оренбург находится в часовой зоне МСК+2. Смещение применяемого времени относительно UTC составляет +5:00. В соответствии с применяемым временем и географической долготой средний солнечный полдень в Оренбурге наступает в 13:20.

## Административно-территориальное устройство
Город Оренбург разделён на две территориальные единицы: округа: Северный и Южный.
В их составе выделяются территориальные единицы округов: районы. Северный округ включает Промышленный и Дзержинский районы, а Южный — Ленинский и Центральный.
Территориальные единицы города Оренбурга (округа и районы) не являются муниципальными образованиями.
Двум округам подчинены 10 сельских населённых пунктов, которые вместе с самим городом образуют муниципальное образование «город Оренбург» со статусом городского округа.

### Символика
Первый герб города Оренбурга (магистратская печать) появился за 9 лет до основания города в «Привилегии городу Оренбургу» императрицы Анны Иоанновны, документе, декларирующем управленческую структуру будущего города.
Герб 1734 года в качестве своей эмблемы использовало в XIX веке городское общество взаимного страхования от пожаров. Авторство герба принадлежит геральдисту профессору И. С. Бекенштейну и руководителю Оренбургской экспедиции, основателю Орска, И. К. Кириллову. Появился второй вариант герба города: чёрный одноглавый коронованный орёл, сидящий на горе.
Герб города Оренбурга утверждён 8 июня 1782 года областным центром Уфимского наместничества. Описание герба: «Золотое поле, разрезанное голубою извилистою полосою, показующее протекающую тут реку Урал. В верхней части щита выходящий орёл, в нижней части голубой Андреевский крест, в знак верности сего города».
Герб составлен князем Щербатовым и пожалован в 1776 году Оренбургскому полевому батальону: лазоревый волнистый пояс, символизировал реку Урал; лазоревым андреевским крестом отмечена доблесть гарнизона Оренбурга, оборонявшего город от попыток захвата войсками Емельяна Пугачёва.

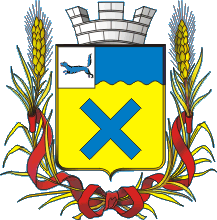
Герб города Оренбурга (1864)

В 1864 году был составлен новый проект герба Оренбурга: «В золотом щите лазурный висящий Андреевский крест, глава щита волнообразная». Щит венчала серебряная стенчатая корона, вокруг него располагались колосья, соединённые Александровской лентой.
В 1970-х годах, в период возрождения интереса к геральдике, появилось несколько городских гербовых эмблем. Гербовая эмблема Оренбурга представляла собой гербовый щит (золотой или лазоревый), разделённый «речными волнами». В начале 1990-х годов в Оренбурге появился неофициальный герб. Его появление было приурочено к празднованию 250-летия города (1993). В общем он повторял композицию старого советского герба. Но вместо красного знамени в верхней половине щита изображали российский триколор с надписью «250 лет». Края щита имитировали кружева оренбургских пуховых платков.

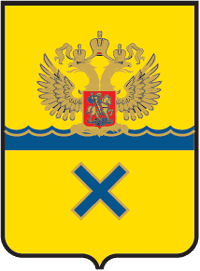
Герб города Оренбурга (1996)

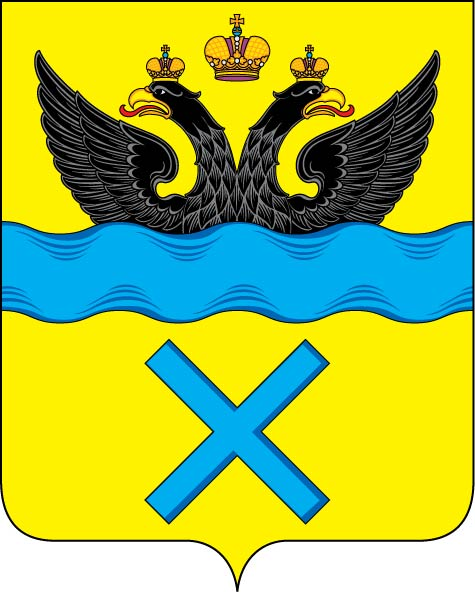
Современный герб города Оренбурга

С начала 1990-х годов в Оренбурге использовался исключительно герб образца 1782 года. Он украшал первые полосы газет, плакаты на улицах города, появился на эмблемах (логотипах) частных фирм. 6 февраля 1996 года на заседании городской Думы исторический герб был официально восстановлен в правах, тогда же были утверждены и образцы изображений герба и флага города (решение № 7).
Проведённый в 2009 году союзом геральдистов России анализ действующих официальных символов Оренбурга показал, что они не в полной мере соответствуют действующему законодательству, геральдическим требованиям и историческим данным, что препятствует их государственной регистрации и внесению в Государственный геральдический регистр Российской Федерации. Замена изображения двуглавого орла, пожалованного императрицей Екатериной Великой в 1782 году, на фигуру из герба Российской Федерации неправомерна геральдически и некорректна с точки зрения восстановления исторического герба города.
В 2012 году на 16-м заседании Оренбургского городского совета проект нового герба и флага был утверждён.

### Местное самоуправление
Исполнительная власть
Исполнительную власть осуществляет администрация города Оренбурга. Глава города Оренбурга — высшее должностное лицо муниципального образования городской округ город Оренбург, руководит администрацией города Оренбурга.
С 30 октября 2015 года главой города Оренбурга был Евгений Сергеевич Арапов. В связи с арестом Арапова врио главы города являлся Сергей Александрович Николаев. 20 декабря 2018 года на должность главы города избран Дмитрий Владимирович Кулагин. 9 декабря 2019 года Дмитрий Кулагин покинул пост главы города. Обязанности главы Оренбурга принял его заместитель Владимир Ильиных. 6 февраля 2020 года он был избран на должность главы города. 24 марта 2022 года главой города Оренбурга избран Сергей Александрович Салмин.
Представительную власть осуществляет Оренбургский городской совет.
Работу Оренбургского городского совета возглавляет председатель городского совета. В настоящее время им является Березнева Ольга Петровна (с 28 ноября 2016 г).

### Исторические районы города
Исторически также сложились названия некоторых районов города: Центр, Форштадт, Красный Городок, Аренда, Кузнечный, Новая Слободка, Восточный, Степной, Малая земля, Кушкули, Звёздный, Бёрды, Подмаячный, Ростоши, Южный и другие.

## Население
| 1811     | 1840     | 1856     | 1863     | 1897     | 1914     | 1923     | 1926     | 1931     | 1933     | 1937     |
| -------- | -------- | -------- | -------- | -------- | -------- | -------- | -------- | -------- | -------- | -------- |
| 5400     | ↗14 600  | ↘13 700  | ↗27 600  | ↗72 000  | ↗100 100 | ↗105 900 | ↗122 190 | ↗129 461 | ↗144 600 | ↗155 626 |
| 1939     | 1956     | 1959     | 1962     | 1967     | 1970     | 1973     | 1974     | 1975     | 1976     | 1979     |
| ↗171 726 | ↗226 000 | ↗267 317 | ↗288 000 | ↗326 000 | ↗344 266 | ↗386 000 | ↗400 000 | ↗425 000 | →425 000 | ↗458 747 |
| 1982     | 1985     | 1986     | 1987     | 1989     | 1990     | 1991     | 1992     | 1993     | 1994     | 1995     |
| ↗494 000 | ↗523 000 | ↗524 000 | ↗537 000 | ↗546 501 | ↘522 000 | ↗557 000 | →557 000 | ↘555 000 | ↗558 000 | ↘530 000 |
| 1996     | 1997     | 1998     | 1999     | 2000     | 2001     | 2002     | 2003     | 2004     | 2005     | 2006     |
| →530 000 | ↗531 000 | ↘527 000 | ↘526 800 | ↘523 600 | ↘516 600 | ↗549 361 | ↘548 100 | ↘542 700 | ↘538 600 | ↘533 900 |
| 2007     | 2008     | 2009     | 2010     | 2011     | 2012     | 2013     | 2014     | 2015     | 2016     | 2017     |
| ↘529 598 | ↘526 430 | ↘524 413 | ↗548 331 | ↘547 427 | ↗554 723 | ↗556 127 | ↗560 046 | ↗561 279 | ↗562 569 | ↗564 443 |
| 2018     | 2019     | 2020     | 2021     | 2023     | 2024     | 2025     |          |          |          |          |
| ↗564 773 | ↗565 341 | ↗572 188 | ↘543 654 | ↘539 236 | ↘536 862 | ↘536 515 |          |          |          |          |

На 1 января 2025 года по численности населения город находился на 34-м месте из 1124 городов Российской Федерации.

### Национальный состав
Этнический состав Оренбурга по данным всероссийской переписи 2010 года:
| Народ                 | Численность чел. | % от указавших нац. |
| --------------------- | ---------------- | ------------------- |
| русские               | 444 470          | 86,45 %             |
| татары                | 41 451           | 7,78 %              |
| казахи                | 10 796           | 2,03 %              |
| украинцы              | 10 502           | 1,97 %              |
| башкиры               | 5890             | 1,10 %              |
| армяне                | 3378             | 0,63 %              |
| мордва                | 2750             | 0,52 %              |
| другие национальности | 13 409           | 2,52 %              |
| ВСЕГО                 | 532 646          | 100,0 %             |

Лица, по которым нет данных о национальной принадлежности или не указана национальность в переписном листе, составляют 15 685 человек или 2,86 % от всего населения города.

## Экономика

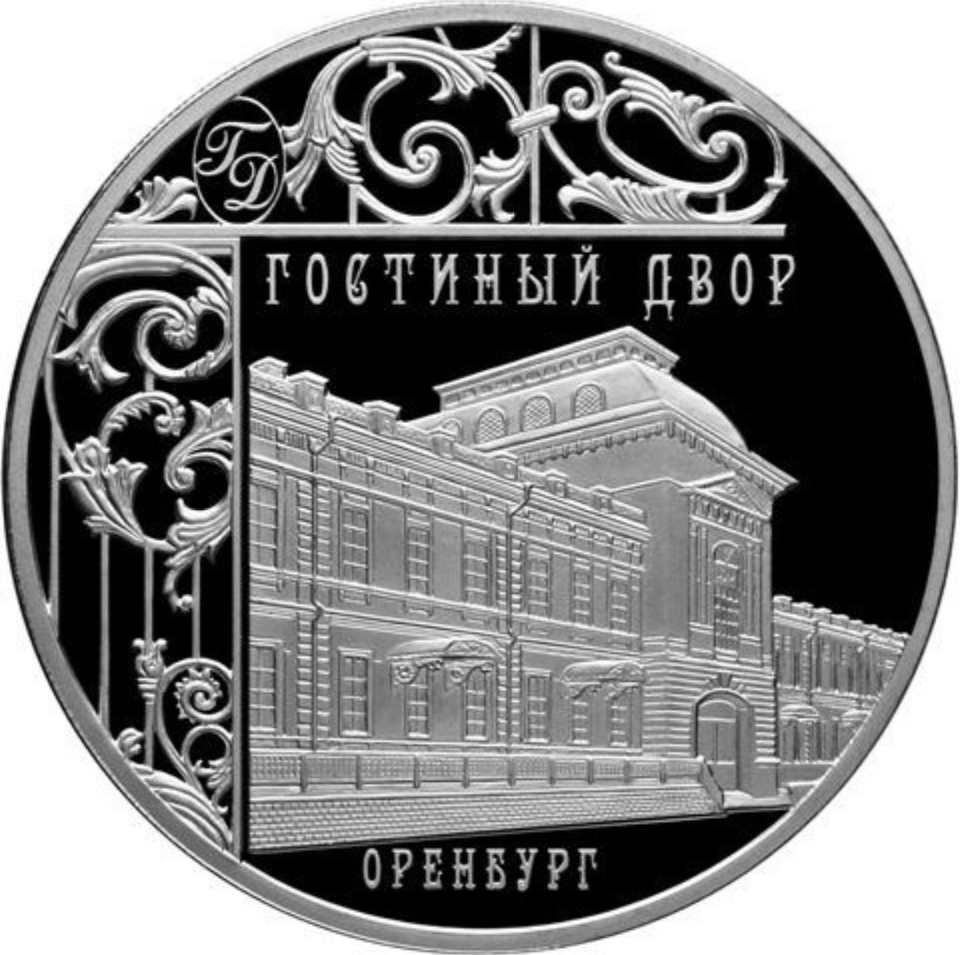
Памятная монета Банка России (2014)

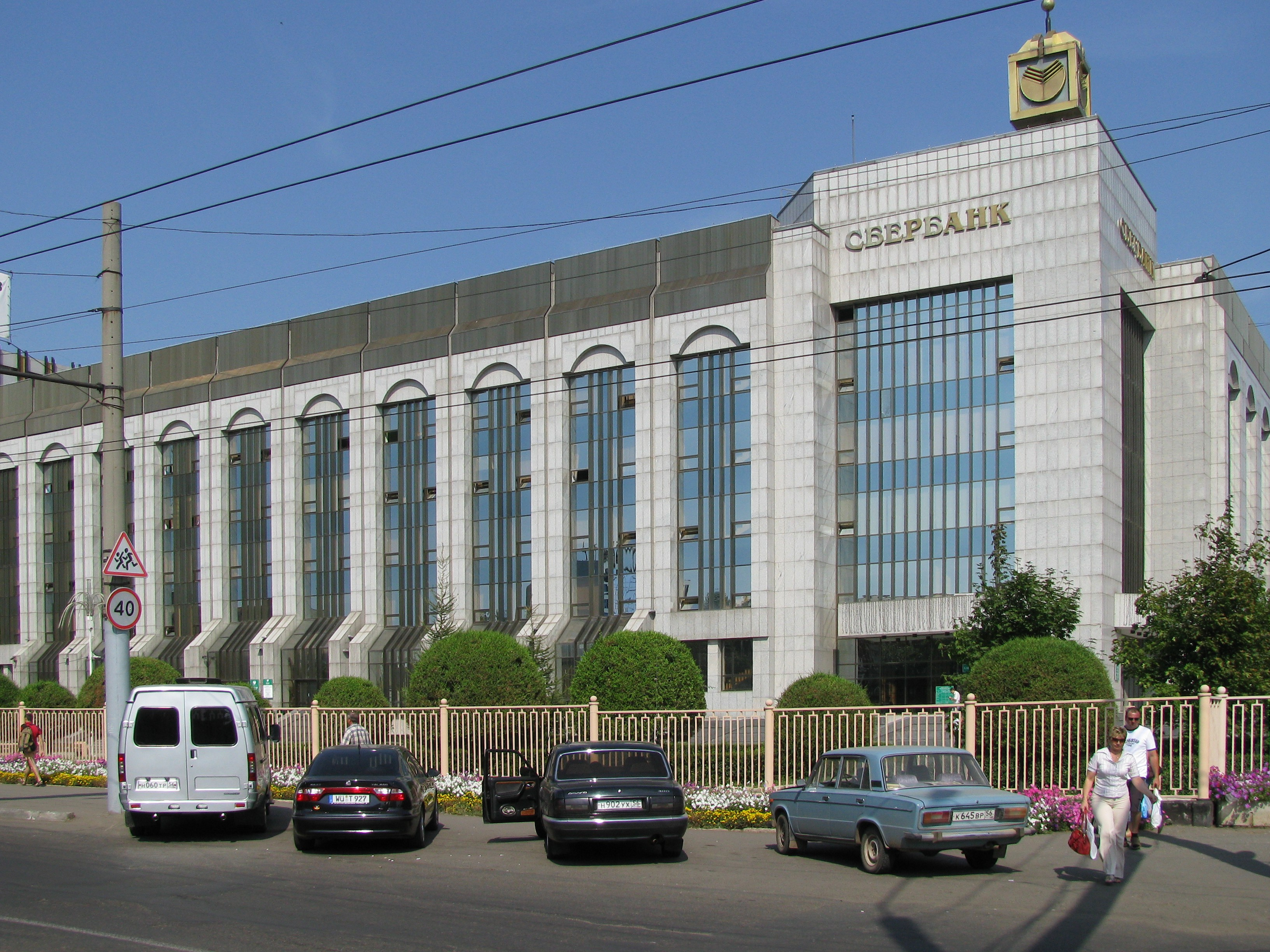
Один из офисов СберБанка в Оренбурге (ул. Володарского, 16)

### Промышленность
В промышленности Оренбурга ведущие места принадлежат газодобывающей и газоперерабатывающей отраслям, машиностроению и металлообработке. Развиты также предприятия химической отрасли, пищевой и лёгкой промышленности:
- ООО «Газпром добыча Оренбург»;
- ООО «Газпром переработка»:
  - Оренбургский газоперерабатывающий завод,
  - Оренбургский гелиевый завод;
- АО «Уралнефтегазпром»;
- ООО «Газпромнефть-Оренбург»;
- ПАО «Завод бурового оборудования»;
- Оренбургский локомотиворемонтный завод;
- АО "Завод ЖБИ «Степной»;
- АО «Оренбургнефть»;
- завод полимерных труб низкого давления;
- завод сухих строительных смесей;
- Оренбургский комбикормовый завод;
- АО «ПО „Стрела“»;
- ПАО «Ореншаль», производитель оренбургских пуховых платков (шалей) и других изделий;
- Филиал ПАО «Россети Волга» «Оренбургэнерго»;
- АО "Завод «Инвертор»;
- комбинат оренбургских пуховых платков;
- Оренбургский станкозавод;
- ПАО «Гидропресс»;
- ОФ АО «Южно-Уральская промышленная компания»;
- Федеральная сетевая компания Единой энергетической системы;
- ПАО «Нефтемаслозавод»;
- ООО «Оренбург водоканал»;
- ООО «Оренбургский радиатор»;
- ООО «Джон Дир Русь», филиал в г. Оренбурге, производство сельскохозяйственной техники марки John Deere, филиал закрылся в 2022 году.
- ООО «Технопром» ориентировано на выпуск продукции для предприятий нефтяной, газовой и химической промышленности, перевозчиков сжиженных углеводородов, нефти и нефтепродуктов, котельных, служб коммунального хозяйства;
- АО «Уралрентген».

### Финансовые услуги
В городе действуют региональные крупные банки и филиалы крупнейших российских и зарубежных коммерческих банков: «Авангард», «Банк Москвы», «Ак Барс Банк», «Бинбанк», «Быстробанк», «ВТБ», «Газпромбанк», «Кольцо Урала», «МДМ Банк», «Нико-Банк», "Банк «Русь», «НКО Бринкс», "Национальный банк «Траст», «Россельхозбанк», «Сбер», «Связь-Банк», «СКБ-банк», «Совкомбанк», «Промсвязьбанк», «Райффайзенбанк», «Транскредитбанк», «Уралсиб», Уральский банк реконструкции и развития, АКБ «Форштадт» (АО), банк "Оренбург, «Юнистрим банк», «Акибанк» и др. Насчитывается около 100 банков и их филиалов.

### Гостиницы
В настоящее время в Оренбурге работает более 30 гостиниц различного уровня и несколько хостелов.

### Связь
- «Билайн» (ПАО «Вымпел-Коммуникации»);
- Дом.ru (филиал в г. Оренбурге АО «ЭР-Телеком»);
- «Мегафон»;
- Yota (ООО «Скартел»);
- «МТС»;
- «МТТ» — междугородная / международная связь;
- «Ростелеком»;
- «Теле2»;
- «Уфанет» (Оренбургский филиал АО «Уфанет»);
- «Интелком»;
- «Фокуслайф» (АО «Радиосвязь»);

### Торговля
Среди федеральных торговых сетей, представленных в городе, можно выделить: «Магнит», «Лента», «Пятёрочка», "Перекрёсток, «О’кей», Metro Cash & Carry, «М.Видео», «Эльдорадо», Castorama, Leroy Merlin.
Среди региональных торговых сетей можно выделить «Палето», «Стройландия», RBT, «Строительный бум», «Ринг», «Обойки», «Акваматика», «Сатурн», «Мир сантехники», «Строитель».

### Транспорт

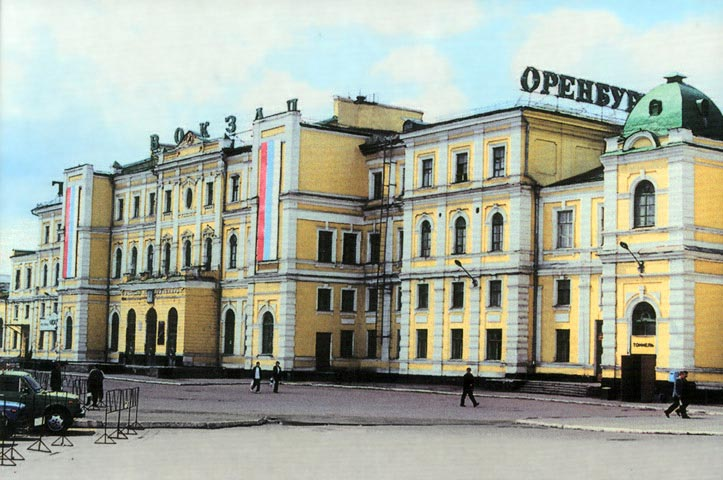
Вокзал Оренбурга

Оренбург — крупный железнодорожный узел, где пересекаются линии, следующие на Самару, Орск, Уральск, Актобе, Уфу.
Железнодорожные станции, относящиеся к Оренбургскому узлу, входят в состав Южно-Уральской железной дороги.
Промышленность региона получила большой толчок после проведения Самаро-Златоустовской железной дороги (1876) и Ташкентской железной дороги (1905).
В пойме реки Урал с 1953 года действует Оренбургская детская железная дорога, представляющая собой узкоколейную железную дорогу колеи 750 мм и длиной 6 км. Вторая узкоколейная железная дорога находится в северной части города и принадлежит Оренбургскому шпалопропиточному заводу, её длина около 3 километров.
В январе 2007 года после длительной реконструкции открылось обновлённое здание железнодорожного вокзала площадью 4100 м². Стоимость реконструкции составила 350 млн руб.
С 3 декабря 2021 года по маршруту № 137/138 Оренбург — Самара — Москва курсируют двухэтажные составы с вагонами последнего поколения.
С 13 декабря 2021 года Оренбург и Санкт-Петербург связал прямой маршрут № 105/106. Поезд скорый, но путь через Тверь, Рязань, Пензу и Самару все равно занимает больше суток.
Через город проходит федеральная автодорога Р239 Казань — Оренбург — Акбулак — граница с Республикой Казахстан, имеется подъезд к Оренбургу федеральной автодороги М-5 «Урал».
Расположены два аэродрома: военный Оренбург-Южный и гражданский международный аэропорт «Оренбург-Центральный» имени Ю. А. Гагарина. Аэропорт является портом приписки авиакомпании «Оренбуржье». Имя Гагарина присвоено аэропорту 21 июля 2011 года в связи с 50-летием со дня первого в мире полёта человека в космос. За 2021 г. пассажиропоток составил 993,6 тыс. человек, что является абсолютным рекордом за всю историю аэропорта.
Общественный транспорт
В городе около 100, в том числе 11 муниципальных городских, 42 сезонных и около 50 коммерческих автобусных и 2 троллейбусных маршрутов. Протяжённость автобусных маршрутов 380 км. Имеется канатная дорога через реку Урал.

## Наука и образование

### Общеобразовательные учебные заведения
На 2023 г. в Оренбурге 73 школы. Оренбургские общеобразовательные учебные заведения регулярно попадают в рейтинг «500 школ России, показывающих стабильно высокие результаты уровня подготовки учеников». Следующие заведения являются его постоянными резидентами:
- Физико-математический лицей,
- губернаторский многопрофильный лицей-интернат для одаренных детей Оренбуржья,
- гимназия № 1,
- гимназия № 2,
- гимназия № 3,
- гимназия № 4,
- гимназия № 7,
- гимназия № 8,
- лицей № 1,
- лицей № 2,
- лицей № 3,
- лицей № 4,
- лицей № 5,
- лицей № 6,
- лицей № 7.

С 2010 года в городе располагается Оренбургское Президентское кадетское училище Министерства обороны России.

### Высшие учебные заведения

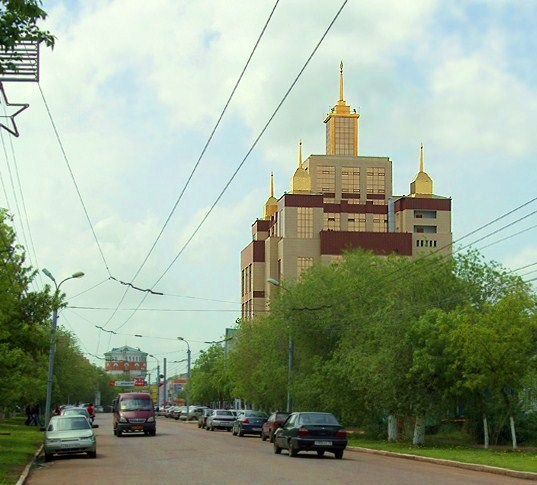
Оренбургский государственный университет

В Оренбурге действуют государственные вузы и филиалы более крупных вузов:
- Оренбургский филиал российской академии народного хозяйства и государственной службы при Президенте Российской Федерации,
- Оренбургский государственный университет,
- Оренбургский государственный медицинский университет,
- Оренбургский государственный аграрный университет,
- Оренбургский государственный педагогический университет,
- Оренбургский государственный институт искусств им. Л. и М. Ростроповичей,
- Оренбургская духовная семинария,
- Филиал Российского государственного университета нефти и газа им. И. М. Губкина,
- Оренбургский институт (филиал) Московского государственного юридического университета им О. Е. Кутафина (МГЮА),
- Оренбургский филиал федерального государственного образовательного бюджетного учреждения высшего профессионального образования «Поволжский государственный университет телекоммуникаций и информатики»,
- Филиал Российского государственного профессионально-педагогического университета (Оренбургский государственный профессионально-педагогический колледж),
- Филиал Московского технологического института «ВТУ»,
- Региональный финансово-экономический институт,
- Оренбургский филиал Академии труда и социальных отношений,
- Филиал Московского института предпринимательства и права,
- Филиал Уральской академии государственной службы,
- Оренбургский филиал Российского экономического университета имени Г. В. Плеханова (бывший филиал[81] Российского государственного торгово-экономического университета)
- Оренбургский институт путей сообщения — филиал ГОУ ВПО «СамГУПС».

## Культура

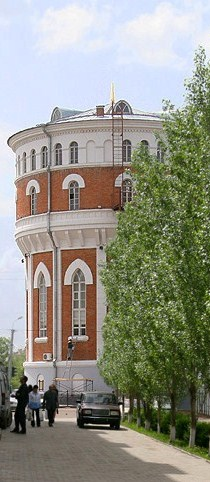
Водонапорная башня на проспекте Победы — памятник архитектуры начала XX века

### Музеи
- Оренбургский губернаторский историко-краеведческий музей:
  - Мемориальный комплекс-музей «Салют, Победа!».
- Оренбургский областной музей изобразительных искусств:
  - Дом-музей семьи Ростроповичей.
  - Музей скульптуры имени Петиных.
- Музей истории Оренбурга:
  - Мемориальный музей-гауптвахта Тараса Шевченко,
  - Мемориальный музей-квартира Юрия и Валентины Гагариных,
  - Музей «Дом Памяти»,
  - Музей космонавтики (бывший музей истории и боевой славы Оренбургского высшего военного авиационного Краснознамённого училища лётчиков имени И. С. Полбина),
  - Оренбургский народный музей защитников Отечества имени генерала М. Г. Черняева.
- Музей истории милиции культурного центра УМВД по Оренбургской области.
- Музей воинской славы и Афганской войны.
- Музей истории и трудовой славы предприятия «Газпром добыча Оренбург».
- Музей истории Оренбургского государственного университета[82].
- Геологический музей имени А. С. Хоментовского Оренбургского государственного университета.
- Музей археологии в ОГПУ.
- Музей морской славы Оренбуржья имени И. Н. Неплюева[83]
- Музей Военно-патриотического поискового клуба «Патриот».

### Галереи и выставочные залы
- Выставочный зал Оренбургского областного музея изобразительных искусств.
- Галерея «Оренбургский пуховый платок» Оренбургского областного музея изобразительных искусств.
- Галерея выдающихся оренбуржцев «Наши люди»[84].
- Галерея искусств «На Пушкинской».
- Галерея «Арта».

### Театры и концертные залы

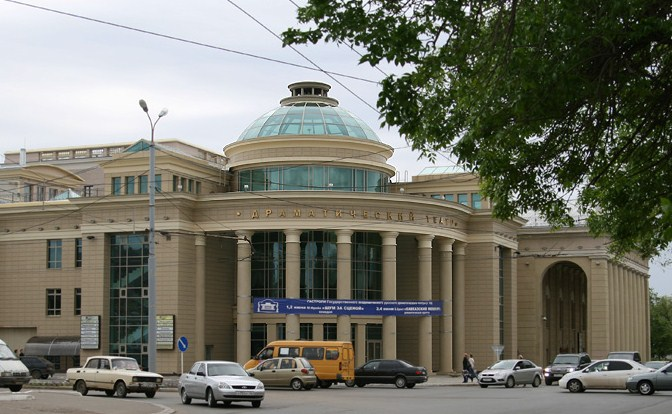
Драматический театр им. М. Горького

Старейший театр города — Оренбургский областной драматический театр имени М. Горького. Впервые спектакли в городском театре Оренбурга начали идти в 1869 году, до этого в городе выступали лишь заезжие труппы. На сцене театра в разные годы выступали Полина Стрепетова, Вера Комиссаржевская, Михаил Тарханов. В 1898 году, одновременно с МХТ, на сцене театра была поставлена чеховская «Чайка».
Оренбургский государственный областной театр музыкальной комедии, созданный в 1935 году на основе труппы Винницкого театра, каждый театральный сезон показывает зрителям оперетты, музыкальные комедии, водевили и музыкальные сказки.
Оренбургский государственный областной театр кукол, основанный в 1935 году показывает спектакли для самых маленьких зрителей. Оренбургский кукольный театр — участник и лауреат международных конкурсов.
Оренбургский муниципальный театр кукол «Пьеро» — Основан в 1991 году. Каждые два года театр проводит международный театральный фестиваль «Оренбургский арбузник».
Оренбургский государственный татарский драматический театр имени Мирхайдара Файзи, ведущий свою историю с татарской театральной труппы организованной в 1905 году имеет в своём репертуаре пьесы татарских, русских, западных и восточных драматургов.
В Оренбурге действует филармония.
Мобильный Исторический Театр Теней «Лица во времени» — самый молодой театр Оренбурга. Основан в 2019 году. Проект стал победителем Президентского гранта и гранта «Родные города». Первый спектакль уже посмотрели более 4 тыс. зрителей в разных районах Оренбуржья. Руководитель театра и автор проекта — Наталия Ермашова.

### Библиотеки
В городе действует 30 библиотек, в том числе:
- Оренбургская областная универсальная научная библиотека имени Н. К. Крупской (ООУНБ им. Н. К. Крупской)
- Библиотека имени А. П. Чехова
- Библиотека имени Некрасова

### Архитектура губернского центра

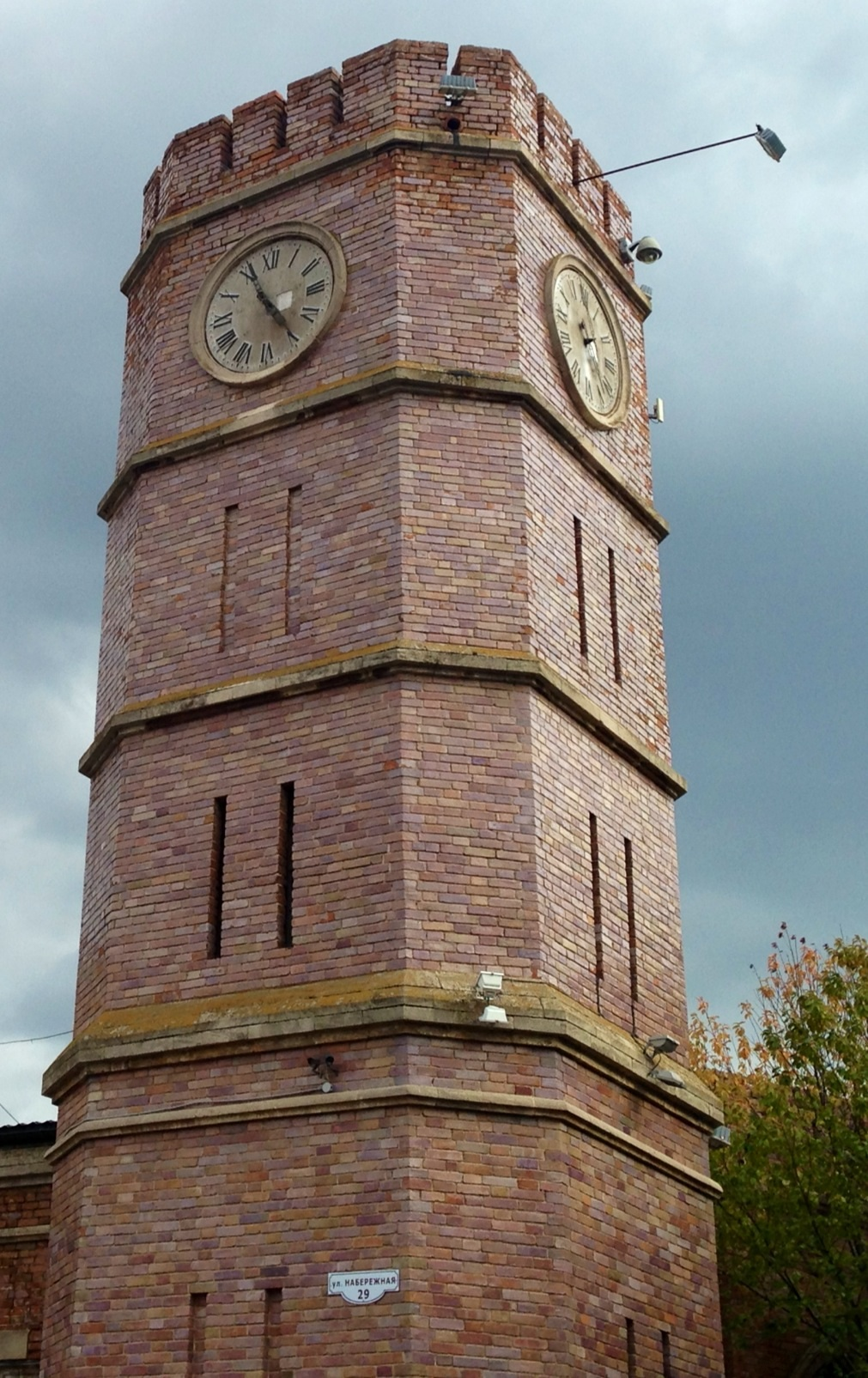
Гауптвахта, 1856
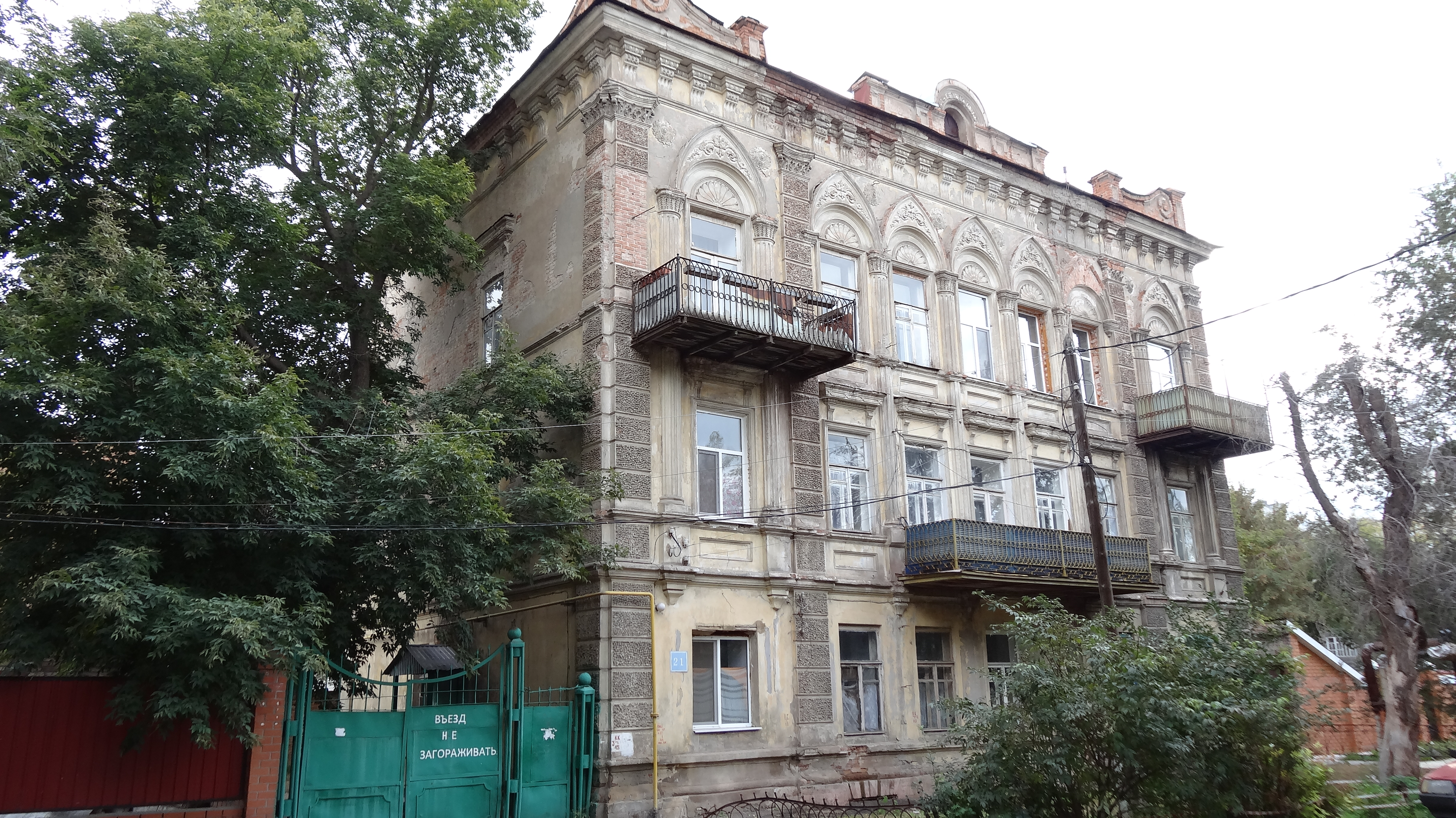
Бывшее представительство эмира Бухары
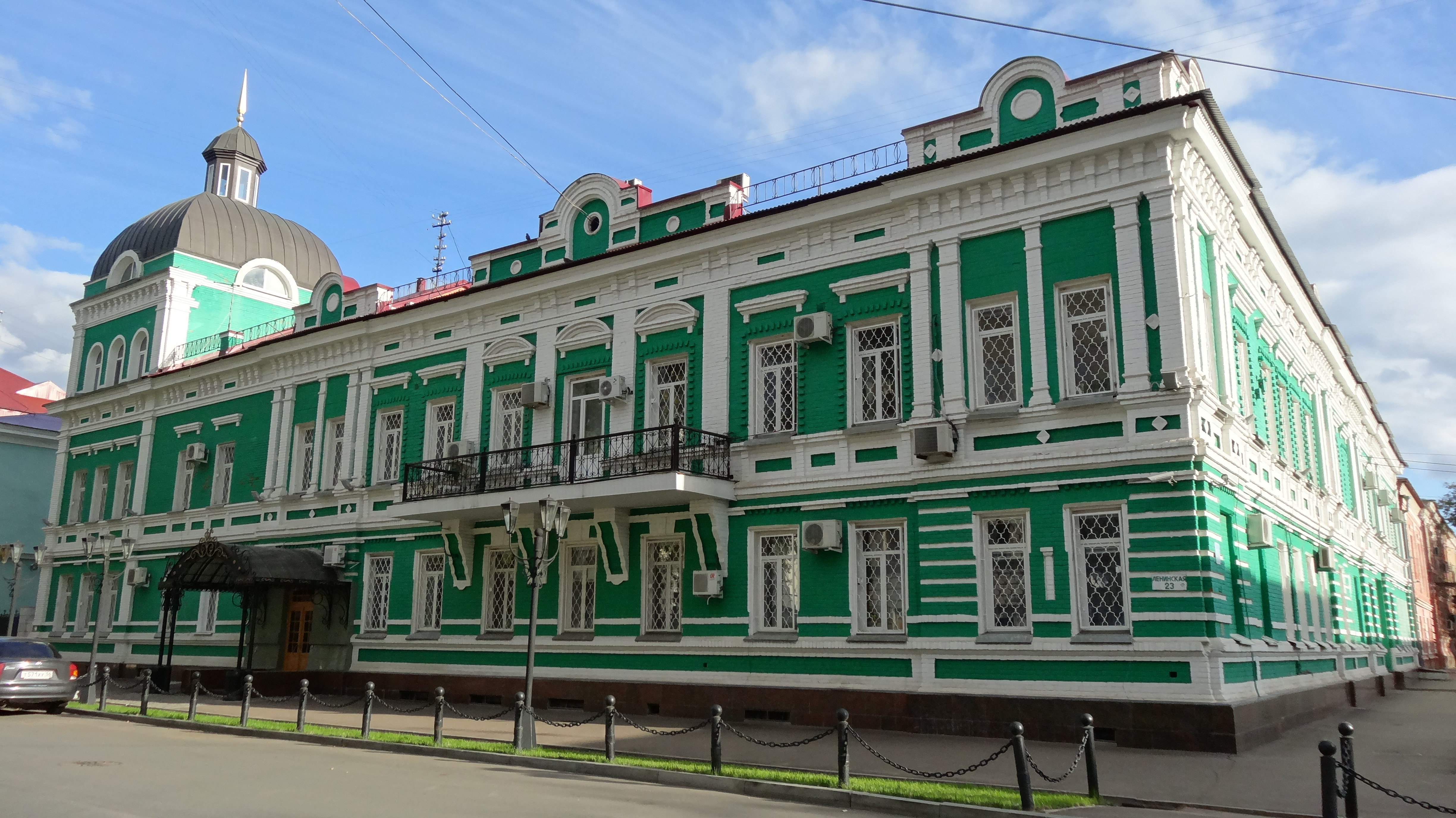
Волжско-Камский банк, XIX век
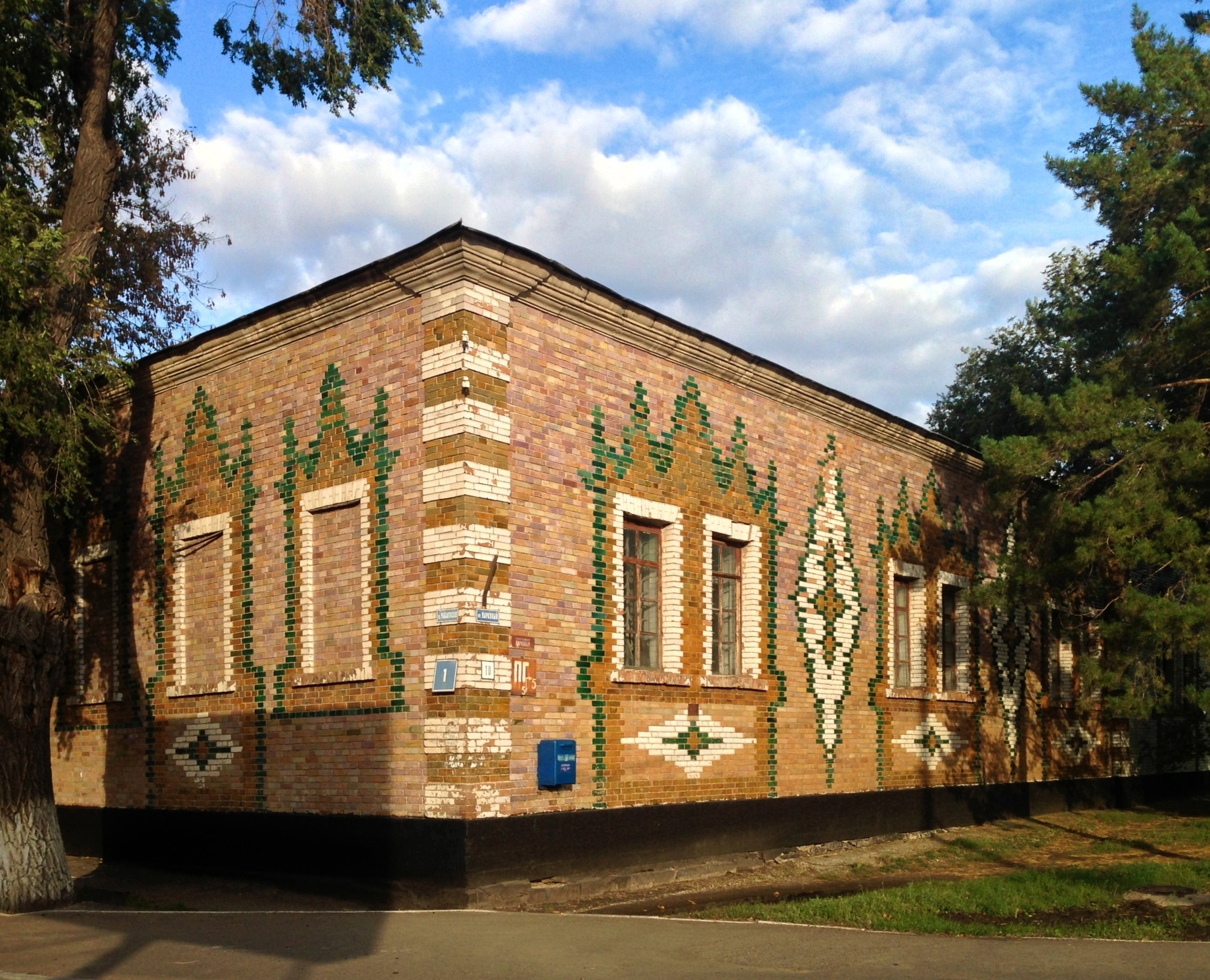
Цейхгауз, 1855
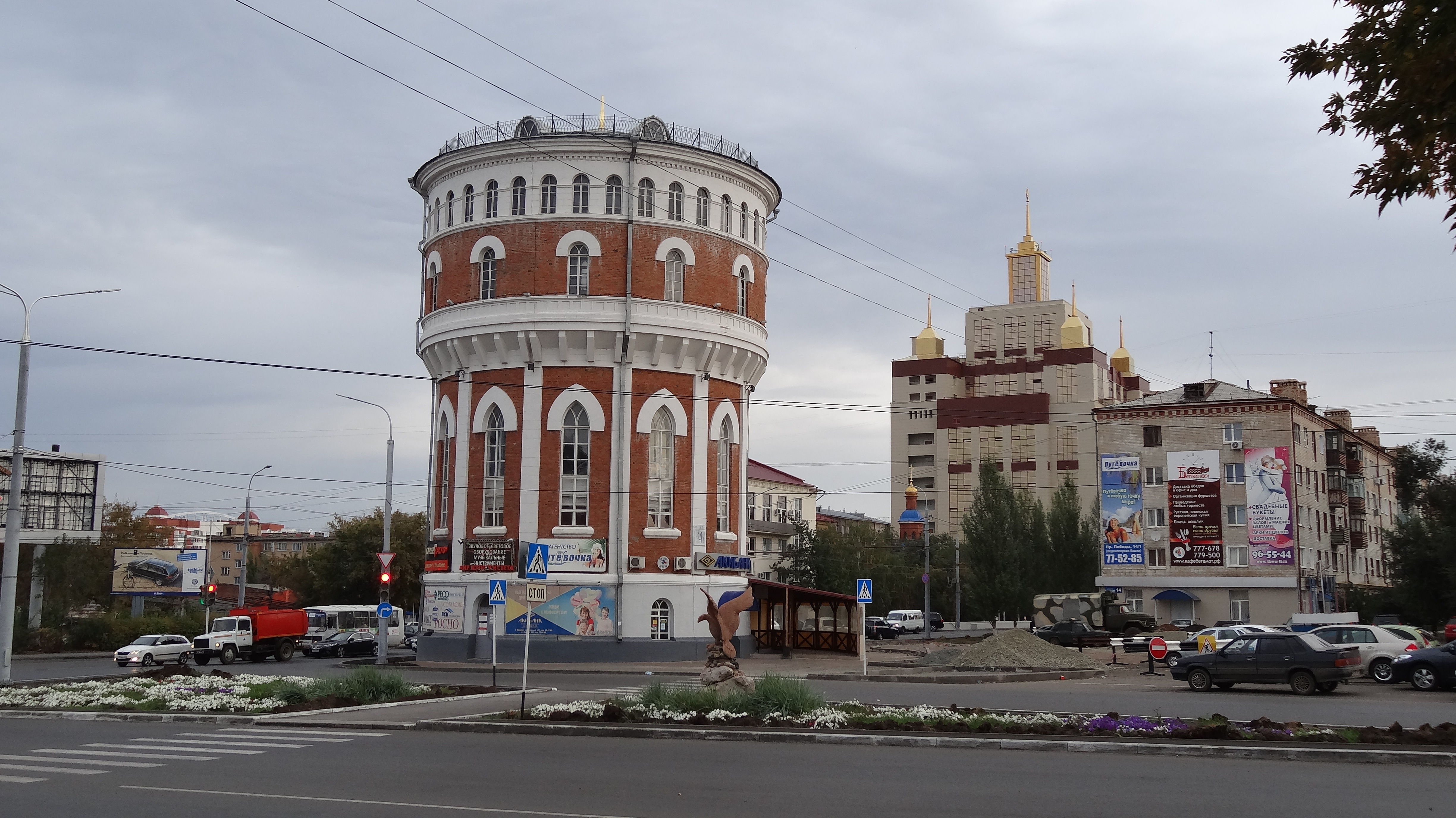
Водонапорная башня, 1904 год
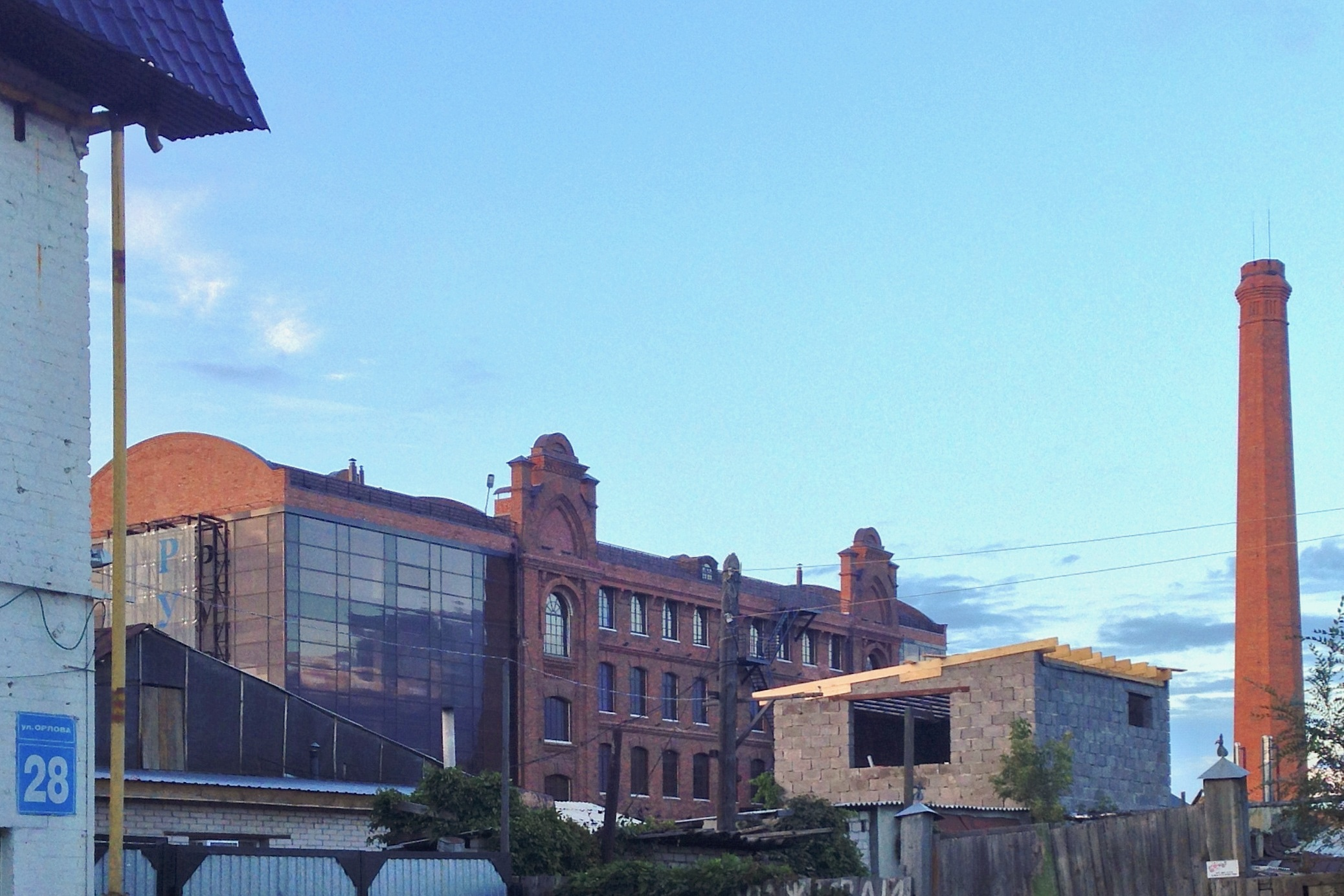
Паровая мельница Юрова, 1903
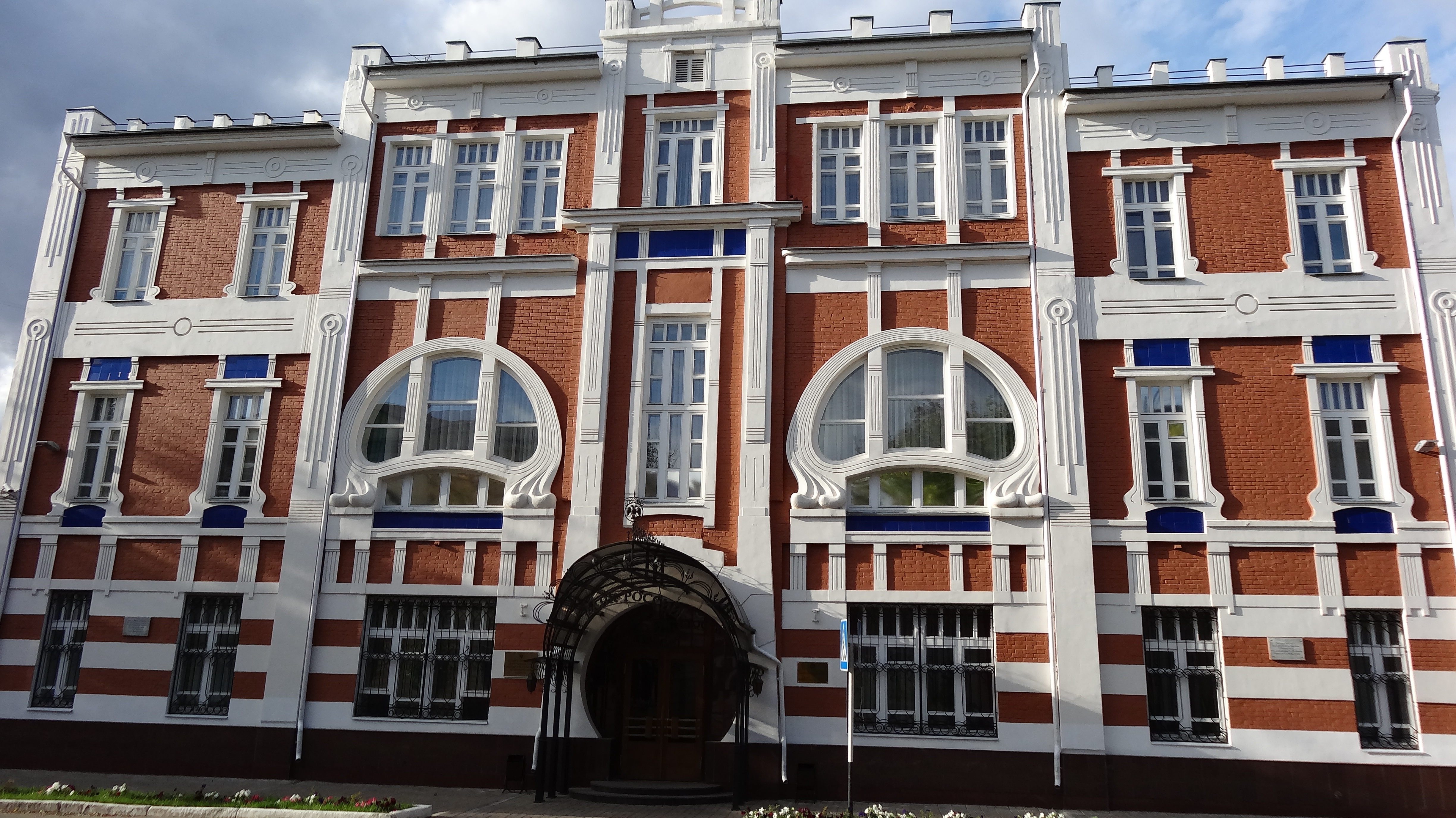
Общество взаимного кредита
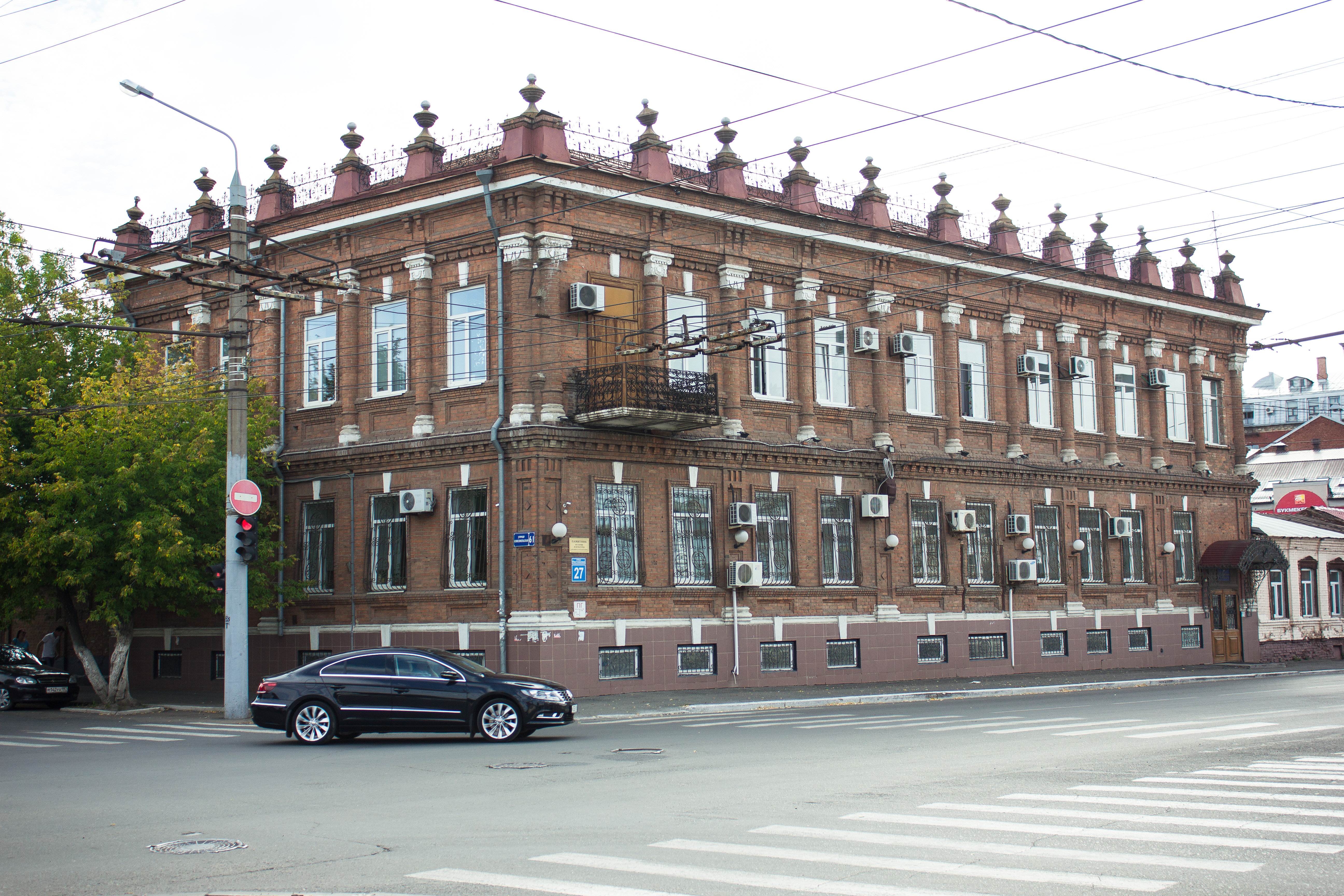
Гранд-отель

### Памятники
В Оренбурге установлено больше 250 различных памятников. Одними из первых памятников были установлены Елизаветинские ворота (1755) и Обелиск освобождению города от воинского постоя (1822).

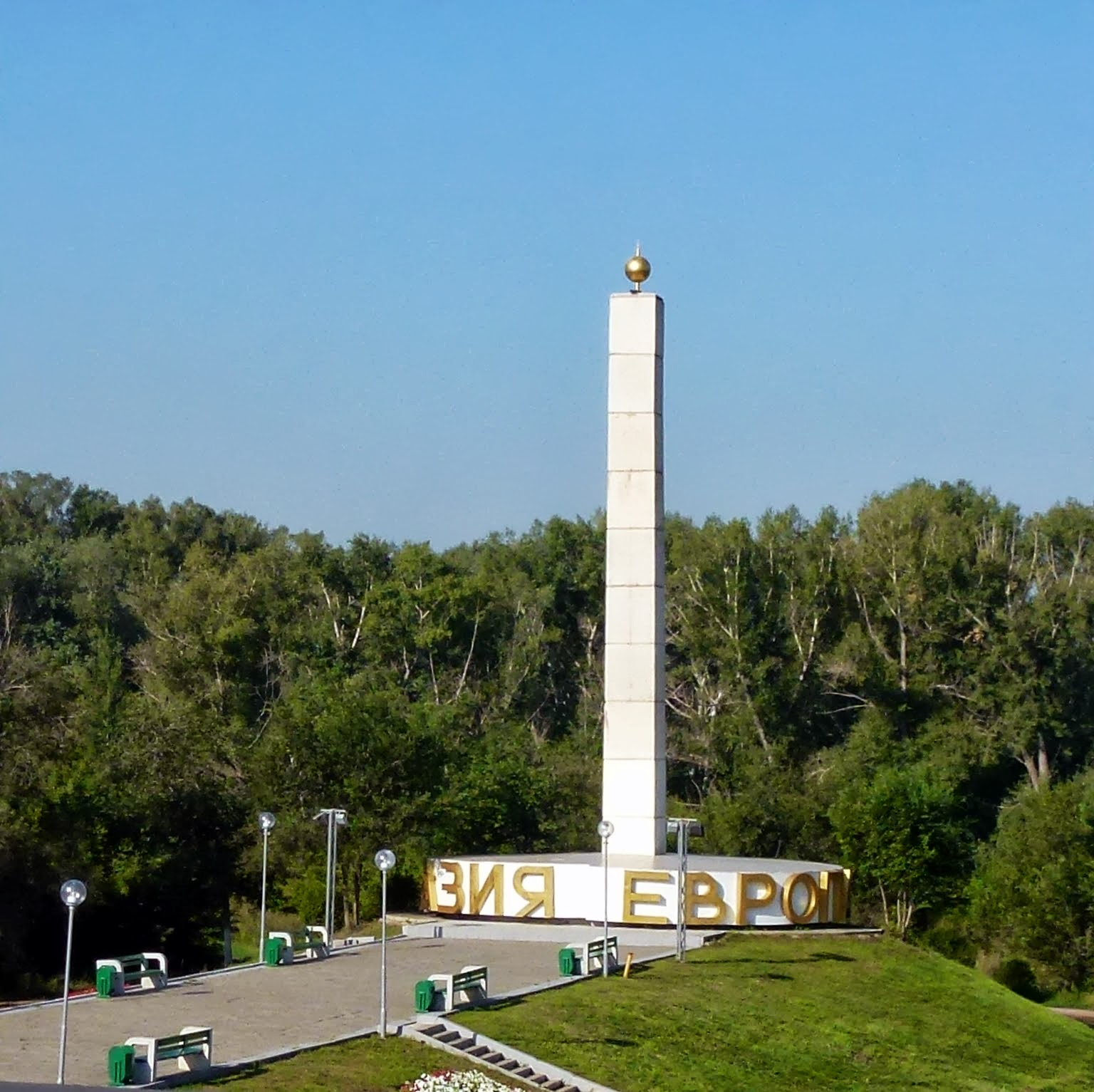
Столб Европа-Азия
Памятник оренбургскому казачеству
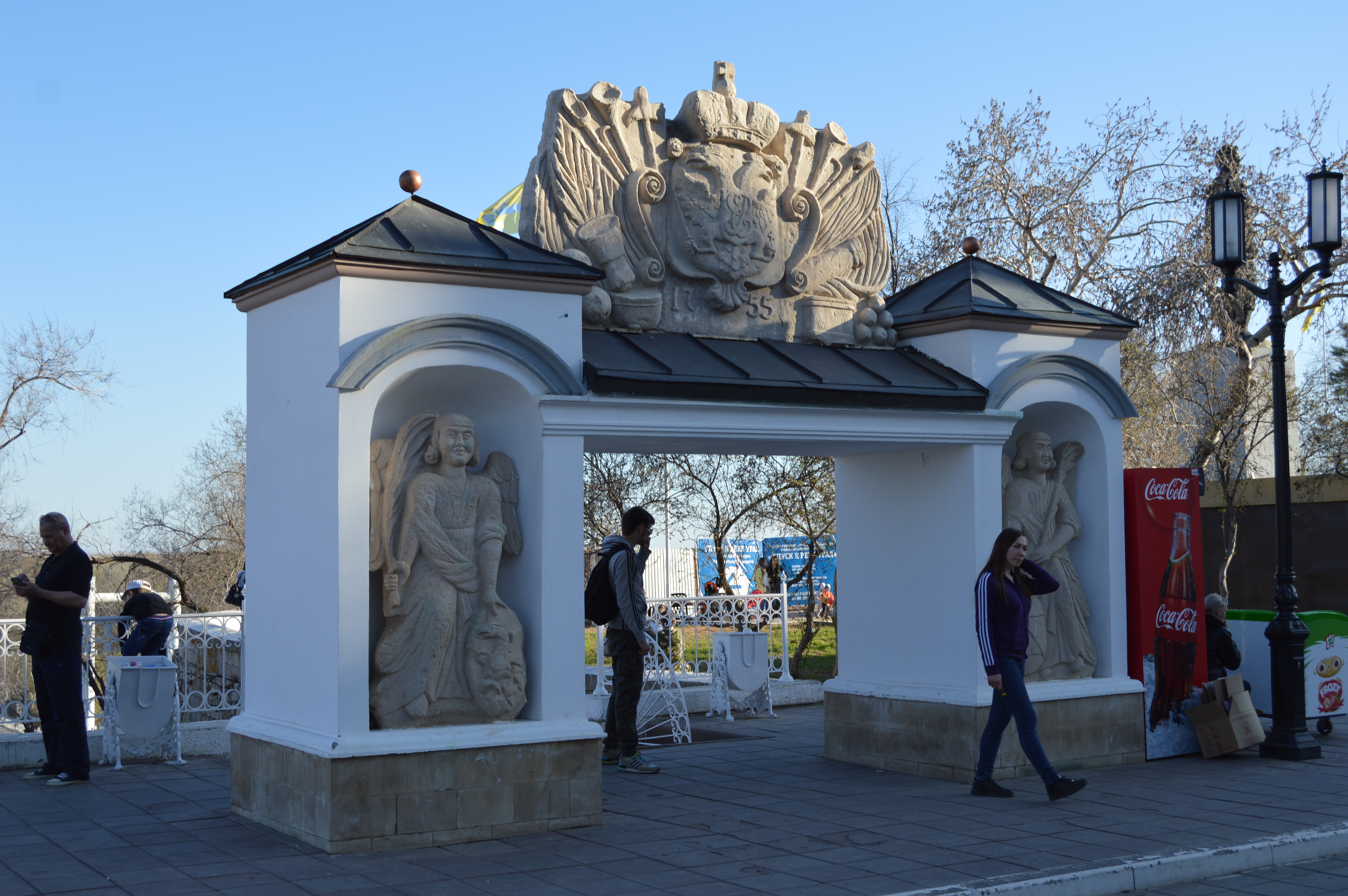
Елизаветинские ворота
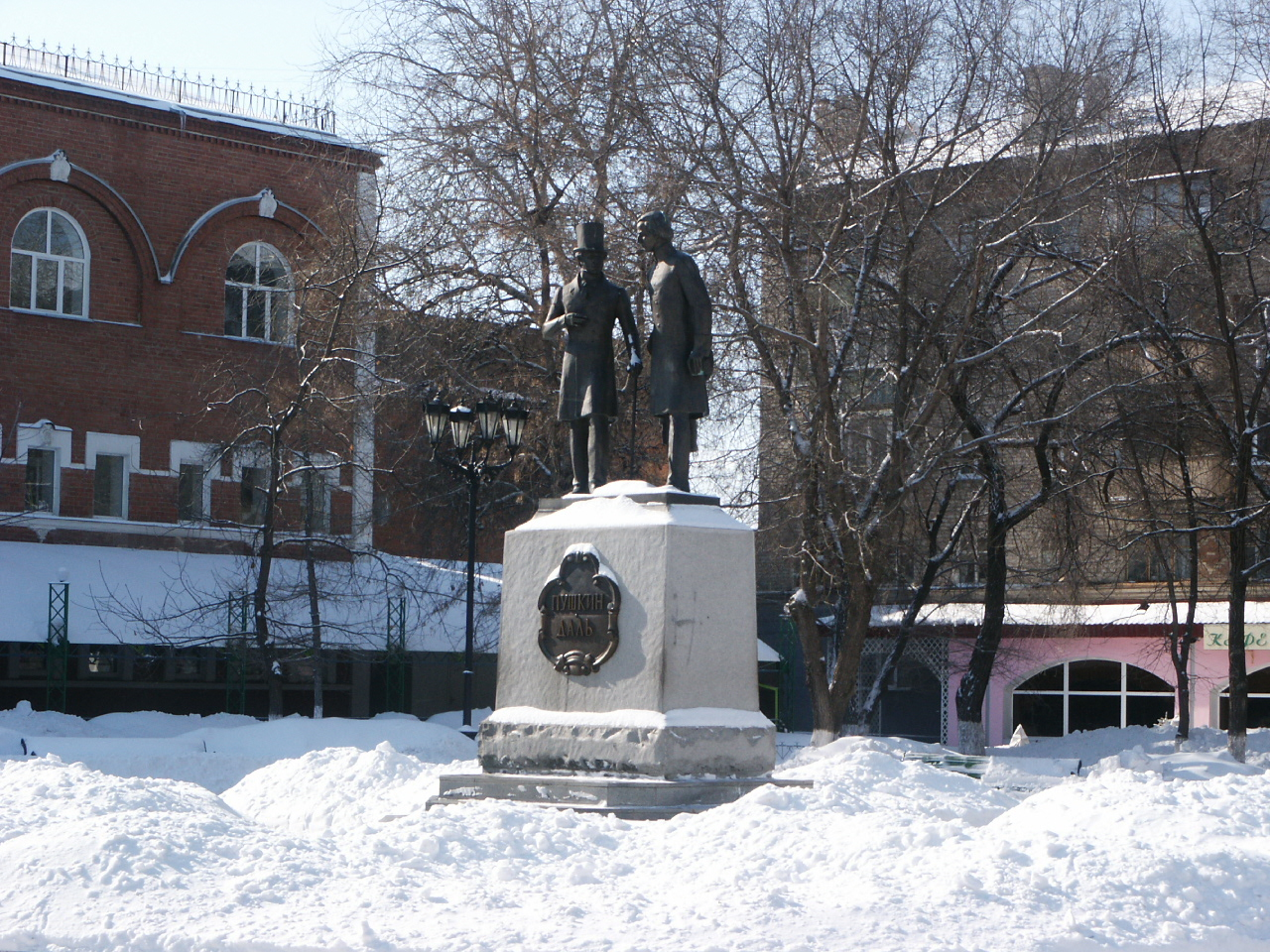
А. С. Пушкин и В. И. Даль
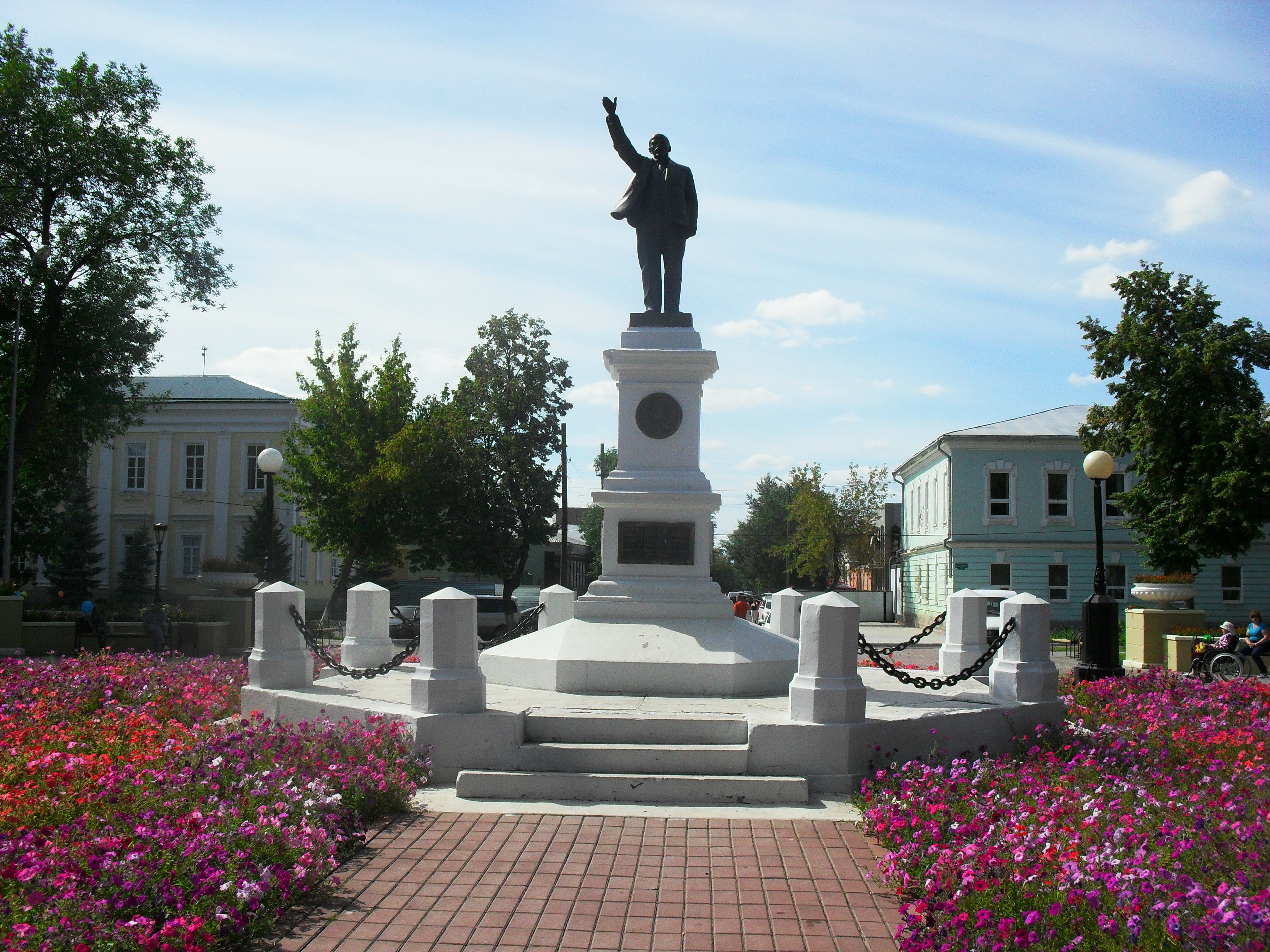
Один из первых памятников В. И. Ленину в России (1925)
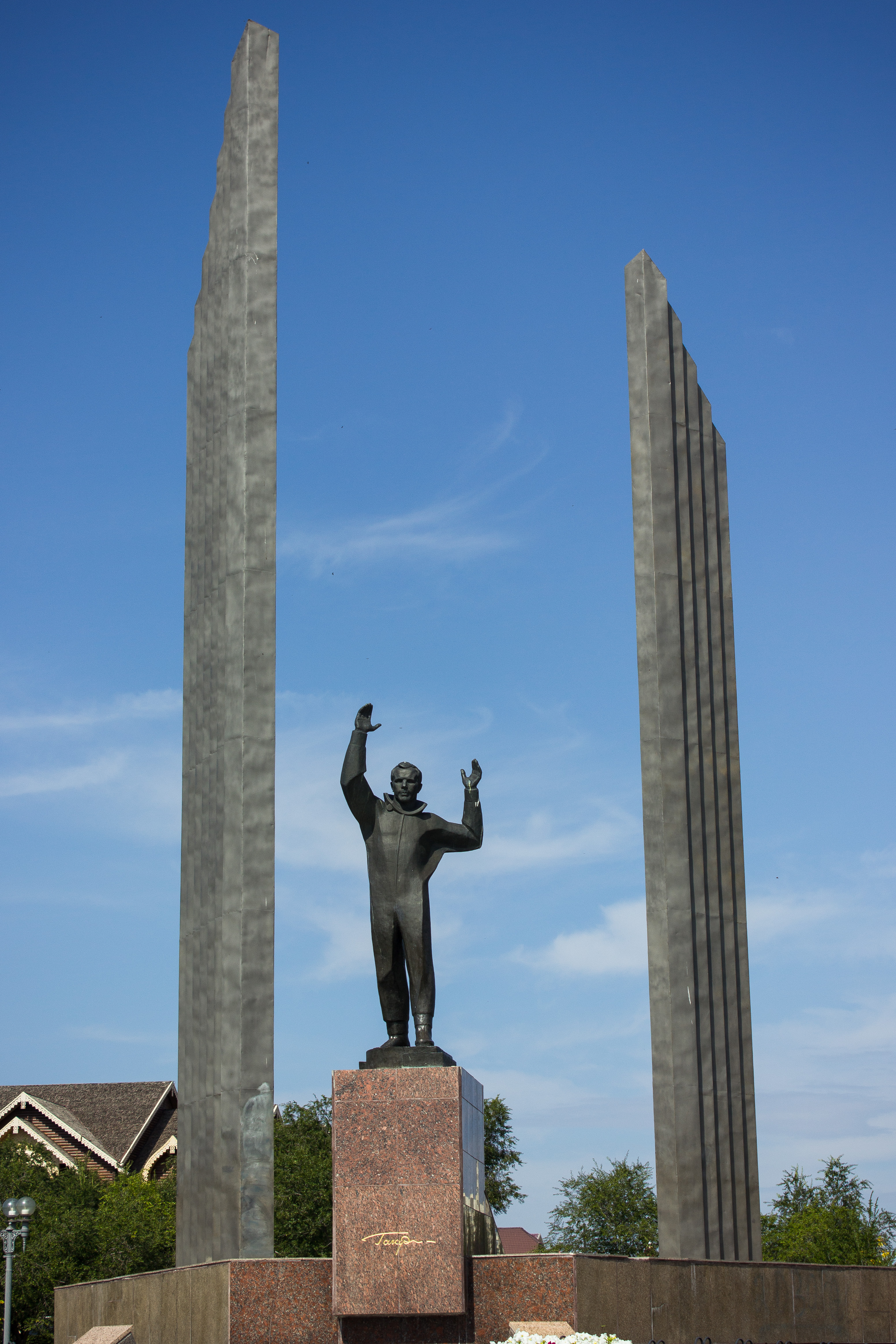
Памятник первому космонавту мира Юрию Гагарину

## Спорт
Спортивные клубы города:
- Волейбольный клуб «Нефтяник»;

Клуб по хоккею с мячом

- Молодёжный хоккейный клуб «Сарматы»;
- Футбольный клуб «Оренбург» (до мая 2016 г. «Газовик»);
- Хоккейный клуб «Локомотив», с 1995 по 2007 год выступавший в высшей лиге чемпионата России по хоккею с мячом;
- Баскетбольный клуб «Надежда», выступающий с 2000 года в суперлиге чемпионата России по баскетболу среди женщин, с 2004 года команда выступает в кубке Европы ФИБА, с 2008 года начала выступать в женской евролиге. Достижения: серебряный призёр чемпионата России 2014, 2015, 2016; серебряный призёр кубка России 2010, 2011, 2013; серебряный призёр кубка Европы ФИБА 2010; бронзовый призёр чемпионата России 2010, 2011, 2012, 2013, участник ТОП-16 женской евролиги ФИБА 2011, 2012, 2013, 2014, 2015, финалист Евролиги ФИБА 2016, обладатель кубка Европы ФИБА 2019.
- Хоккейная команда «Сарматы», с 2015 года выступает в Молодёжной хоккейной лиге.
- Теннисный клуб «Факел Газпрома» — семикратный чемпион России по настольному теннису и трёхкратный победитель европейской лиги чемпионов[93][94].
  - 2002—2003 гг — Высшая лига «Б» — 1 место;
  - 2003—2004 гг. — Высшая лига «А» — 1 место;
  - 2004—2005 гг. — Суперлига — 1 место;
  - 2005—2006 гг. — Суперлига — 1 место;
  - 2006 г. — Кубок России — 1 место;
  - 2007 г. — Международный турнир (Франция) — 1 место;
  - 2007—2008 гг. — Суперлига — 1 место;
  - 2010 г. — Скачков, Смирнов, Самсонов и Кузьмин 4 июня 2010 года в Оренбурге завоевали впервые в истории советского и российского настольного тенниса престижнейший трофей — кубок Европы.

Действуют стадионы «Газовик», «Динамо», «Оренбург», «Коммунальщик», ледовые дворцы «Звёздный» и «Кристалл», спорткомплексы «Олимпийский», «Оренбуржье», «Юбилейный», «Газовик».

## Религия
Православные храмы

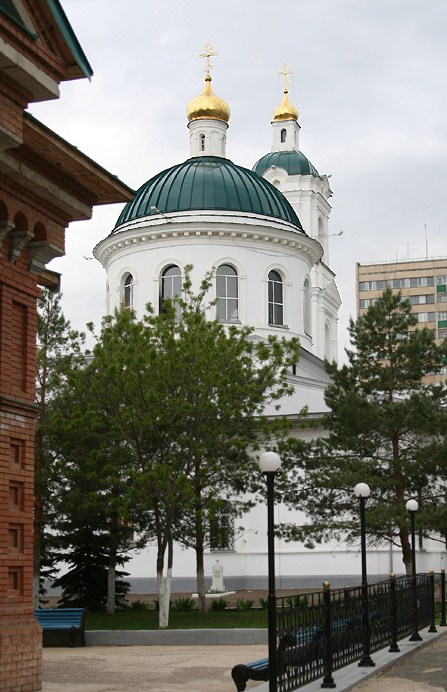
Никольский собор

- Никольский кафедральный собор Оренбургской епархии Русской Православной церкви[95].
- Дмитриевский мужской монастырь (храм Димитрия Солунского)[96].
- Успенский женский монастырь.
- Храм Преподобного Сергия Радонежского.
- Храм Серафима Саровского.
- Храм Покрова Пресвятой Богородицы[97].
- Часовня Табынской Божией Матери.
- Храм Казанской иконы Божией Матери (1998, архитекторы П. И. Анисифоров, С. Г. Рыбак[98]) п. Бёрды г. Оренбурга.
- Храм Иоанна Богослова.
- Храм Тихвинской Иконы Божией Матери.
- Храм Рождества Иоанна Предтечи.
- Храм Преподобного Пимена Угрешского

Мечети

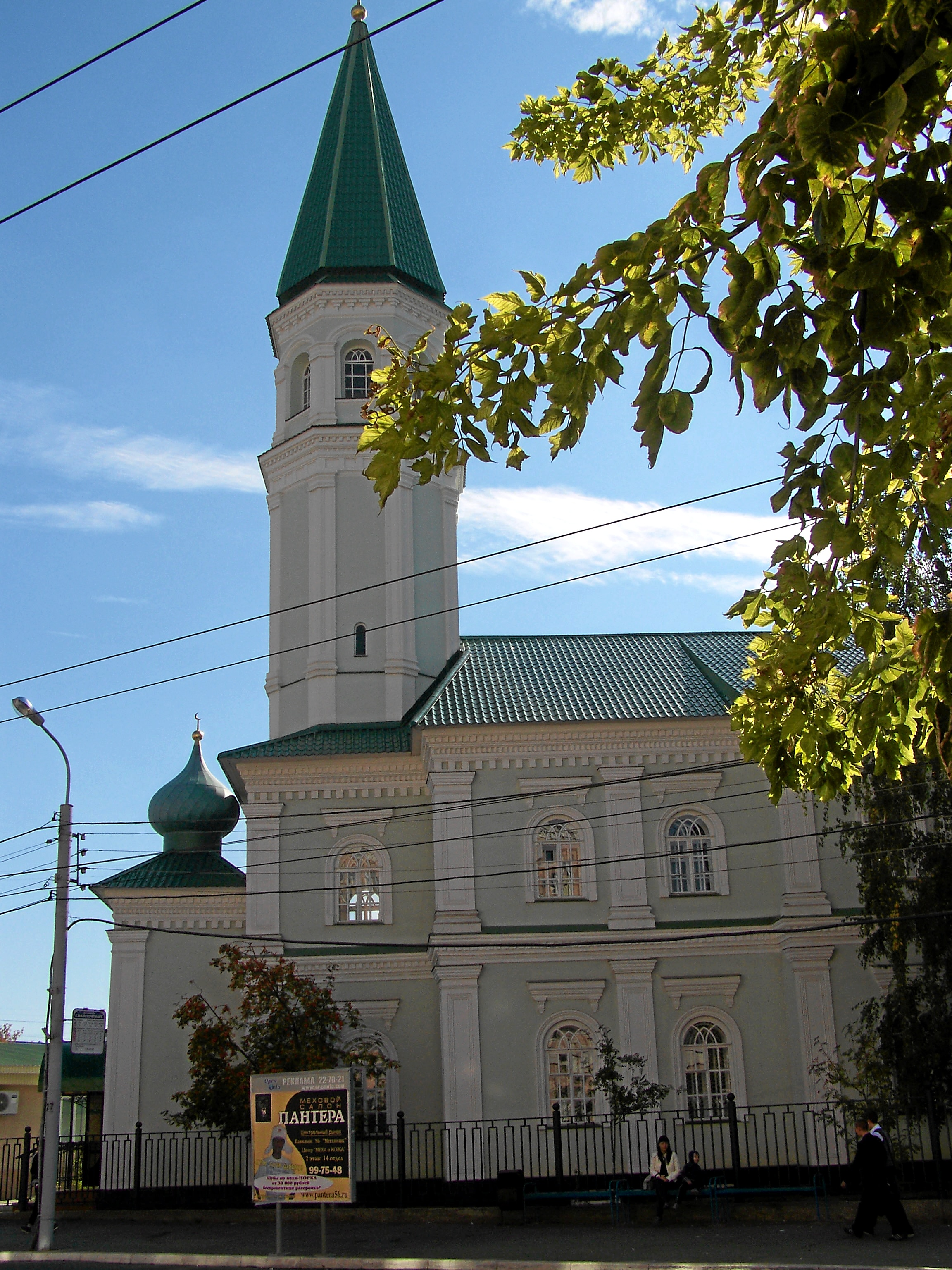
Мечеть «Хусаиния»

- Центральная соборная мечеть Оренбурга — 3-я Соборная мечеть, ул. Терешковой 10 а.
- Мечеть Караван-Сарая — 2-я Соборная мечеть, Парковый проспект, 6.
- Мечеть «Хусаиния» — 6-я Соборная мечеть, ул. Кирова, 3.
- Мечеть «Сулеймания» — 5-я Соборная мечеть, пер. Чулочный, 14а.
- Мечеть «Аулия» им. Заки Хазрата — Карачи, ул. Центральная 2.
- Мечеть «Рамазан» — 7-я Соборная мечеть, ул. Мичурина, 146.
- Мечеть «Махалля» — поселок Кушкуль[99].

Протестантские общины

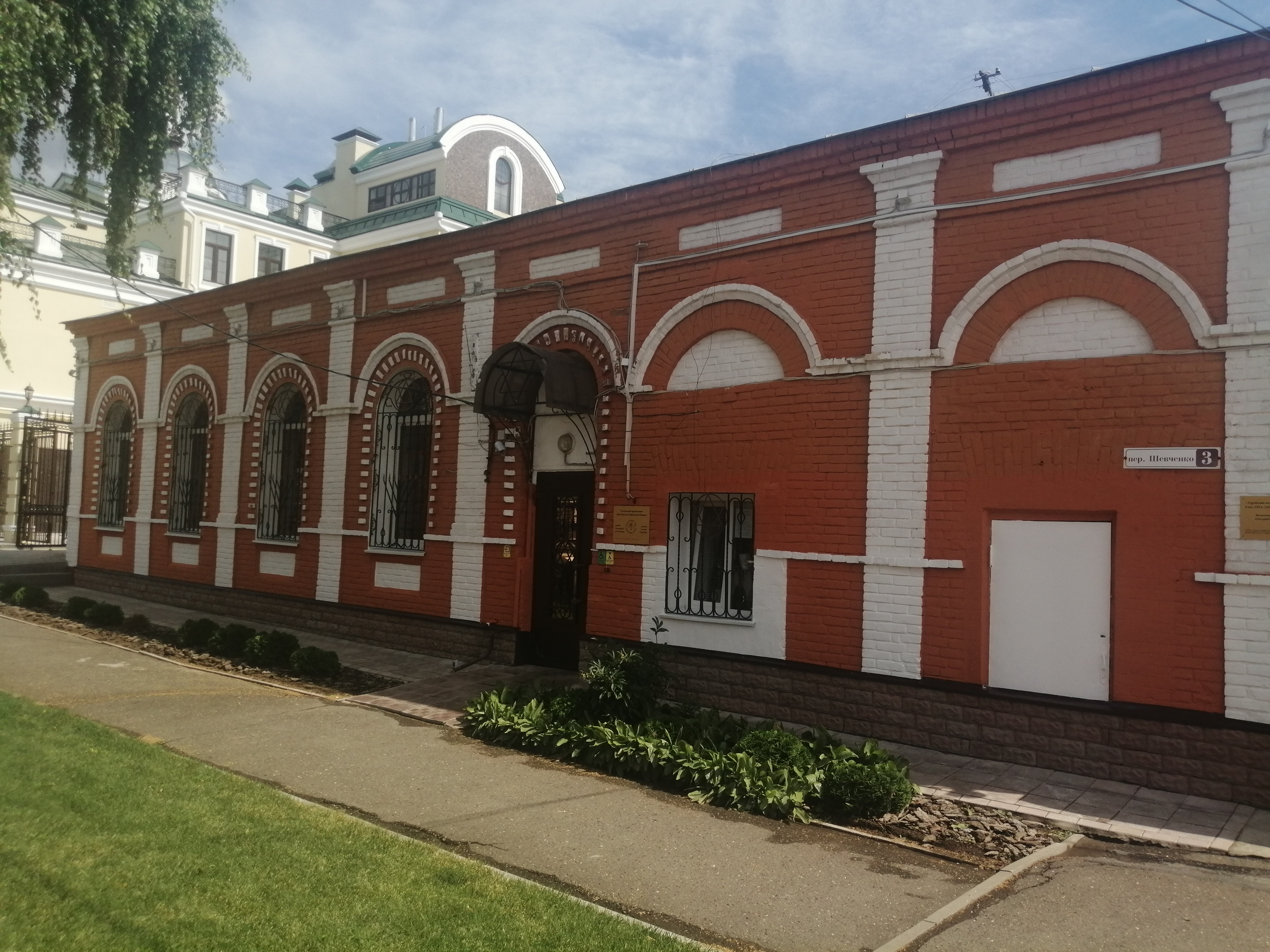
Синагога

- Приход Единой Евангелическо-лютеранской церкви России.
- Молитвенный дом ЕХБ.
- Дом молитвы христиан веры евангельской "Слово Жизни"
- Дом молитвы христиан веры евангельской
- Церковь Христиан Адвентистов Седьмого Дня.

Другие
- Католический Храм Лоретанской Божией Матери.
- Синагога (иудаизм).
- Храм во имя Знамения Пресвятой Богородицы (старообрядцы)

## Парки и скверы
- сквер 4-го Апреля — назван в 1919 году. Центральная часть. Назван в память о жертвах набега белоказаков на Оренбург 4 апреля 1919 года. Между улицами 9 января, Постникова и Парковым проспектом[100].
- сквер 8-го Марта — назван в 1938 году. Расположен напротив Центрального рынка. Центральная часть.
- парк имени 50-летия ВЛКСМ — назван в 1968 году. Расположен между улицами Ленинградской, Расковой и 60 лет Октября.
- парк 50-летия СССР — назван в 1972 году. Северный поселок.
- сквер Активный патриот — расположен около стадиона Оренбург.
- лесопарк Берёзка — расположен вдоль улиц Берёзка, Северный проезд. Остатки государственной лесозащитной полосы гора Вишнёвая — Каспийское море, проходящей через город.
- сквер у Вечного Огня — расположен по обе стороны на пр. Победы. Установлены монументы с именами героев ВОВ, похороненных на кладбище. По правую сторону (из центра города) горит «вечный» огонь.
- сквер имени Владыки Леонтия — расположен рядом с Никольским собором.
- сквер имени Ю. А. Гагарина — расположен вокруг памятника Гагарину.
- парк имени Л. А. Гуськова (парк Победы) — вдоль проспекта Победы от улицы Монтажников до проезда Автоматики.
- аллея Детства — расположена вдоль улицы Степана Разина от улицы Чкалова на юг.
- сквер Детства — расположен между улицами Родимцева, Салмышская и Джангильдина.
- сквер имени Ф. Э. Дзержинского — расположен между улицами проспект Дзержинского, Салмышская и Всесоюзная.
- сквер у ДК Россия — расположен вдоль улицы Шевченко.
- сквер около Дома Памяти — расположен вдоль проспекта Победы.
- сквер у Дома Советов — образован на месте разрушенного Казанского кафедрального собора на площади Ленина.
- Железнодорожный парк им. В. И. Ленина — до 1935 года бывшая площадь Госпитальная (сер. XIX в.), сад Госпитальный (1892), к востоку от центральной аллеи — сад Коммунаров (1926), к западу от центральной аллеи — сад им. В. И. Ленина (1926). Новая слободка.
- Зауральная роща, парк культуры и отдыха — до 1991 года бывший парк им. Чкалова (1940). Парку, существовавшему с 20-х г. XIX века, возвращено историческое название. Одна из достопримечательностей парка — старейшее дерево Порфирий Деревяшкин.
- парк Ивушка — расположен в Ростошах.
- Качкарский Мар — городской лесопарк. Расположен в районе поселка Ростоши и ограничен Загородным шоссе с другой стороны.
- Кобозева сквер — назван в 1953 году. Центральная часть. Вдоль улицы Постникова от улицы Кобозева до 9 января.
- сквер имени В. Н. Лебедева и Р. Ф. Сираева — расположена вдоль улицы Степана Разина от Туркестанской до Чкалова.
- Ленинский сквер (сад) — до 1926 года бывшая Плацпарадная площадь (1743), Александровская площадь (1825), Александровский сад (1863). Центральная часть.
- сквер на улице Новой.
- Октябрьской революции сад — до 1926 года бывший Никольский сад (нач. XX в.). Новостройка.
- парк Перовского — образован в 1852 году, как сад Караван-Сарая, в советское время в 1926 году переименован в сад Профсоюзов, а в 1935—1936 годах в детский парк Кирова. Новая слободка. Центральный р-н.
- сквер Полины Осипенко — назван в 1939 году. Центральная часть.
- Привокзальный сквер — назван в 1952 году. Новая слободка. Около ДК Экспресс.
- сквер имени Героя России Александра Прохоренко — расположен около стадиона Оренбург.
- Пушкинский бульвар, Беловка — назван в 1899 году. С 1919 по 1991 год — бульвар Свердлова. Центральная часть.
- Радушиной сквер — расположен на углу улиц Туркестанской и Маршала Жукова.
- сквер Салмышского боя — расположен между улицами Салмышская, Юных Ленинцев и проспектом Дзержинского.
- сквер имени В. П. Самохина — расположен вдоль улицы Восточной.
- сквер у кинотеатра Сокол — расположен вдоль проспекта Победы.
- сквер Соловецких Юнг — вдоль проспекта Паркового.
- сквер на улице Терешковой — расположен около ЖК Снегири.
- сквер на улице Ткачева — расположен на углу улицы Ткачева и проспекта Бр. Коростелёвых.
- парк Тополя — до 1889 года бывшая площадь Караван-Сарайская (сер. XIX в.), до 20-х г. назывался также «Тополевский», с 1926 по 1991 г. — сад Карла Либкнехта. Новая слободка. Центральный р-н.
- Сад Фрунзе — до 1948 года бывшая площадь Чернореченская (60-е г. XIX в.). Центральная часть.
- сад имени Цвиллинга — назван в 1939 году. Сырейная площадь.
- сквер на Химической.
- сквер Хлебного городка — сквер им. 60-летия ВЛКСМ, назван в 1978 году. Хлебный городок.
- Южный парк — расположен на улице Илекская в Южном.

## Средства массовой информации

### Пресса
Газеты:
- «Аргументы и Факты в Оренбуржье»,
- «Вечерний Оренбург»,
- «Оренбургская неделя»,
- «Оренбургская сударыня»,
- «Оренбургские казачьи ведомости»,
- «Оренбуржье»,
- «Южный Урал»,
- «Яикъ».

Журналы:
- «Дара. Оренбург»,
- «Гиппократ 56»[101]
- «Иду! Оренбург»,
- «Планета 56»,
- «Пугачёв»,
- «Ас-Салам».

### Телевидение
- Первый канал;
- Россия 1;
- ТВ Центр;
- НТВ;
- Пятый канал;
- РЕН ТВ;
- ТНТ;
- СТС;
- Домашний;
- Орен-ТВ;
- ОРТ-Планета;
- Звезда;
- Матч ТВ;
- Че!;
- Ю;
- Солнце;
- Россия К;
- Россия 24
- Телекомпания РИАД.
- Первый мультиплекс цифрового телевидения России
- Второй мультиплекс цифрового телевидения России

### Радиовещание
С 4 апреля 2017 года радиовещание осуществляется только в диапазоне УКВ CCIR (FM) (87,5-108 МГц).

## Почётные граждане
До революции Почётным гражданином был Зарывнов, Иван Алексеевич.

На 2013 год звание Почётного гражданина Оренбурга присвоено следующим людям:
Молчанов Игорь Вячеславович (род. 1995)
- Андреев Алексей Сергеевич (1924—2001),
- Баландин Анатолий Никифорович (1927—2014),
- Безак, Александр Павлович (1801—1868),
- Большаков Леонид Наумович (1924—2004),
- Браун Николай Варфоломеевич (1925—1997),
- Бухарин Олег Валерьевич (род. 1937),
- Быстров Михаил Матвеевич (1897—1986),
- Вагин Сергей Тимофеевич (1923—2015),
- Верещагин Владимир Васильевич (род. 1941),
- Витте, Сергей Юльевич (1849—1915),
- Войнов, Василий Иванович (1929—2019),
- Вышеславцев Юрий Фёдорович (род. 1934),
- Гагарин, Юрий Алексеевич (1934—1968),
- Гаранькин, Юрий Дмитриевич (1932—2009),
- Гнатынов, Николай Степанович (1924—2006),
- Донковцев, Геннадий Павлович (1945—2010),
- Дорофеев Виктор Васильевич (1927—2012),
- Ерышев Николай Павлович (1936—2004),
- Иванченко Владимир Иванович (род. 1939),
- Канюков Владимир Николаевич (1941—2019),
- Карпов, Владимир Васильевич (1922—2010),

- Коваленко, Александр Власович (1909—1987),
- Крыжановский, Николай Андреевич (1818—1888),
- Митрополит Оренбургский и Бузулукский Владыка Леонтий (1913—1999),
- Мищеряков Юрий Николаевич (род. 1945),
- Муравьёв, Николай Валерианович (1850—1908),
- Николаев Василий Васильевич (1939—2007),
- Петина, Надежда Гавриловна (1932—2022),
- Поляничко, Виктор Петрович (1937—1993),
- Рощин, Николай Андреевич (1922—2016),
- Ростропович, Мстислав Леопольдович (1927—2007),
- Саморядов Алексей Алексеевич (1962—1996),
- Тараков Дмитрий Архипович (1932—2013),
- Татьянин Иван Андреевич (1923—2002),
- Тонких Виктор Петрович (род. 1949),
- Филатова Людмила Павловна (род. 1935),
- Филимонов Михаил Васильевич (1922—2009),
- Фирсова Мария Евгеньевна (род. 1999),
- Цибизов Алексей Фёдорович (1929—2014),
- Чернышёв, Алексей Андреевич (род. 1939),
- Черняев, Михаил Григорьевич (1828—1898),
- Шаталов Василий Васильевич (1930—2007),
- Шпильман Илья Абрамович (1918—2006).

## Города-побратимы и города-партнёры
Города-побратимы
- Франция, Бланьяк[103];
- Болгария, Бургас[104];
- США, Орландо (до 2022 года)[105];
- Таджикистан, Худжанд[106];
- Польша, Легница[107];

Города-партнёры
- Россия, Иваново;
- Россия, Екатеринбург;
- Россия Уфа[108];
- Россия, Казань;
- Китай, Кульджа;
- Казахстан, Уральск;
- Россия, Москва.